# Hendl (Adelsgeschlecht)

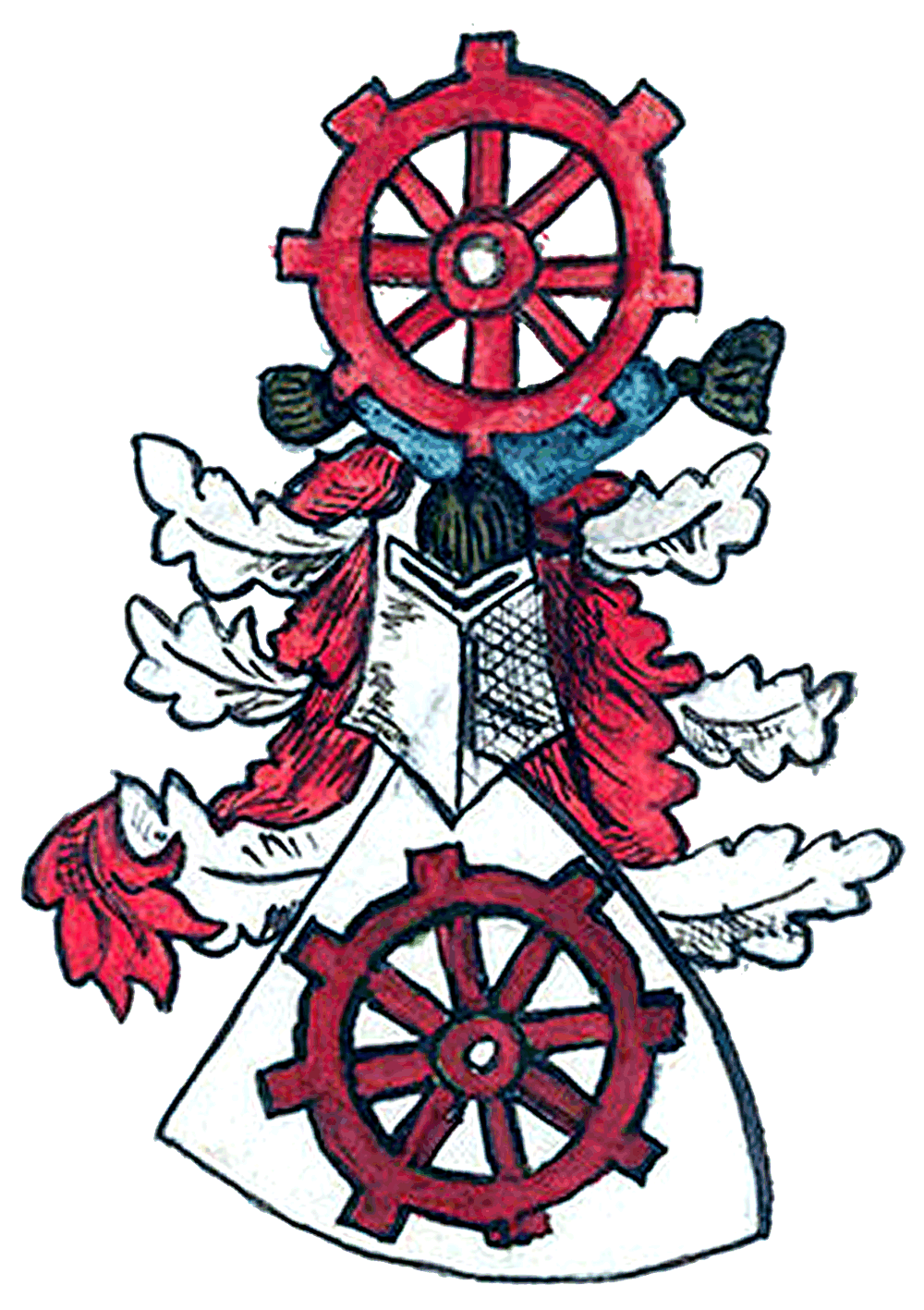
Stammwappen der Hendl

Hendl war der Name eines Tiroler Adelsgeschlechts, das seinen Stammsitz auf Schloss Goldrain im gleichnamigen Ort Goldrain im Vinschgau in Südtirol hatte. Die zuletzt geführte vollständige Titulierung lautete:
- Grafen zu Goldrain und Kastelbell, Freiherren zu Juval, Maretsch, Reichenberg, Hendlsburg und Schlandersburg, Herren zu Ober- und Niederreichenberg, Galsaun und Kasten

Das Geschlecht ist erloschen.
Neben der Goldrainer Linie gab es noch die Linie Hendl-Kastelbell. Weitere Nebenlinien hatten nur kurzen Bestand, sie erloschen bald wieder im Mannesstamm. Die auf dem Ansitz Kasten ansässige Familie nannte sich auch „Hendl zu Kasten“.

## Ursprünge
Die Ursprünge der Familie liegen im Dunkeln, ob sie mit einem gewissen Bertold Henli beginnt, der um 1300 aus der Schweiz nach Imst gekommen war, wird zwar in verschiedenen Quellen so dargestellt, so im „Ehren-Kräntzel“ des Franz Adam Graf von Brandis aus dem Jahre 1678 und im Stammbaum der Churburg, wo es heißt:

„… daß die Herren Hendl…iren Anfang und Vrsprung, ehe das dieselben in die gefirstete Graffschaft Tirol khomen, auss der Eydtgnosschafft oder Schweitzerland genomen vnnd hergepracht haben, waren eines alten vund adelichen Geschlechts vnd Herhkhomens, wie dan in gemelter Eydtgenosschafft nach Anzaigung Herrn Johanis Stumpli als in dessen Schweitzer Chronica zu erfinden bey 800 gräfflich. frey, freyherrlich und adeliche Geschlechter floriert haben sollen“

Allerdings ist wenig wahrscheinlich, dass es sich um die gleiche Familie handelt, zumal dieser Bertold Henli ein anderes Wappen führte und auch im Zuge der Erhebung in den Freiherrenstand im Jahr 1615 der hier betroffenen Hendl davon nichts erwähnt wurde.

## Aufstieg und Wandel
Waren die Hendl als Burgmannen und Verwalter verschiedener Landesherrlicher Burgen bereits hoch angesehen – die Familie wurde schon mit dem Prädikat „fest“ bedacht –, so vollzog sich ab etwa 1470 der allmähliche Wandel in den Adelsstand. Im Jahre 1474 ist Sigmund Hendl (II.) als Besucher des Landtages erwähnt, und 1487 nahmen Hans (I.) und Walter bereits am Landtag selbst teil. Nachdem die Familie um etwa 1516 alle Besitzungen in Nordtirol aufgegeben hatte, verlagerte sich der Lebensmittelpunkt der Hendl in den Vinschgau. Sigmund Hendl (III.) konnte dem Landesherrn zur „Unterdrückung der Unruhen in Tirol“ den Betrag von 400 Gulden zur Verfügung stellen, was sich im Nachhinein zu seinem Vorteil auswirken sollte. So konnte er im Jahre 1531 vom Erzherzog Ferdinand I. das Gericht Kastelbell als Pfand gegen die nicht unerhebliche Summe von 12.000 Gulden übertragen bekommen. Dieses Pfand sollte niemals ausgelöst werden – Kastelbell blieb bis 1825, die Burg bis 1956 im Besitz der Familie. Für die Verdienste die die Brüder Reimprecht, Franz und Sigmund dem Kaiser Karl V. geleistet hatten – insbesondere Reimprecht, der an der Belagerung von Tunis 1535 teilgenommen hatte, war im Anschluss zum Ritter geschlagen worden.
Durch die Beteiligung der Hendl an den militärischen Auseinandersetzungen des Kaisers stand man bei Hofe in der Gunst und es gab einige Gelegenheiten, Grundbesitz und Vermögen zu mehren.
- 1551: der Kauf des Mairhofs zu Schanzen in Goldrain für 5375 Gulden (im Besitz der Familie bis 1821)
- 1555: Kauf der Burg Rotund im Münstertal[8]
- 1559: Kauf der Burg Reichenberg für 4500 Gulden[9]
- 1562: Ablösung der an Kaspar von Montani verpfändeten Herrschaft Schlanders mit der Propstei Eyrs
- 1580: Erwerb der landesherrlichen Lehensburg Juval
- 1612: Burg Maretsch für 19.500 Gulden[10]
- 1632: Ansitz Löwenbrunn in Meran am Rennweg (bis 1689)
- um 1750: Haus Schlanderegg und Ansitz Hammersbach in Eppan (heute Eppanerhof)

Allerdings kam es auch hin und wieder zu finanziellen Engpässen, so musste sich die Oberösterreichische Kammer 1564 auf einen Darlehenswunsch an die Hendl mit der abschlägigen Antwort zufriedengeben:

„… das er derzeit mit Gelt nit gefast, sonnder wegen Raisen ganntz und gar emplest sei“

weswegen er diesmal leider nicht aushelfen könne.

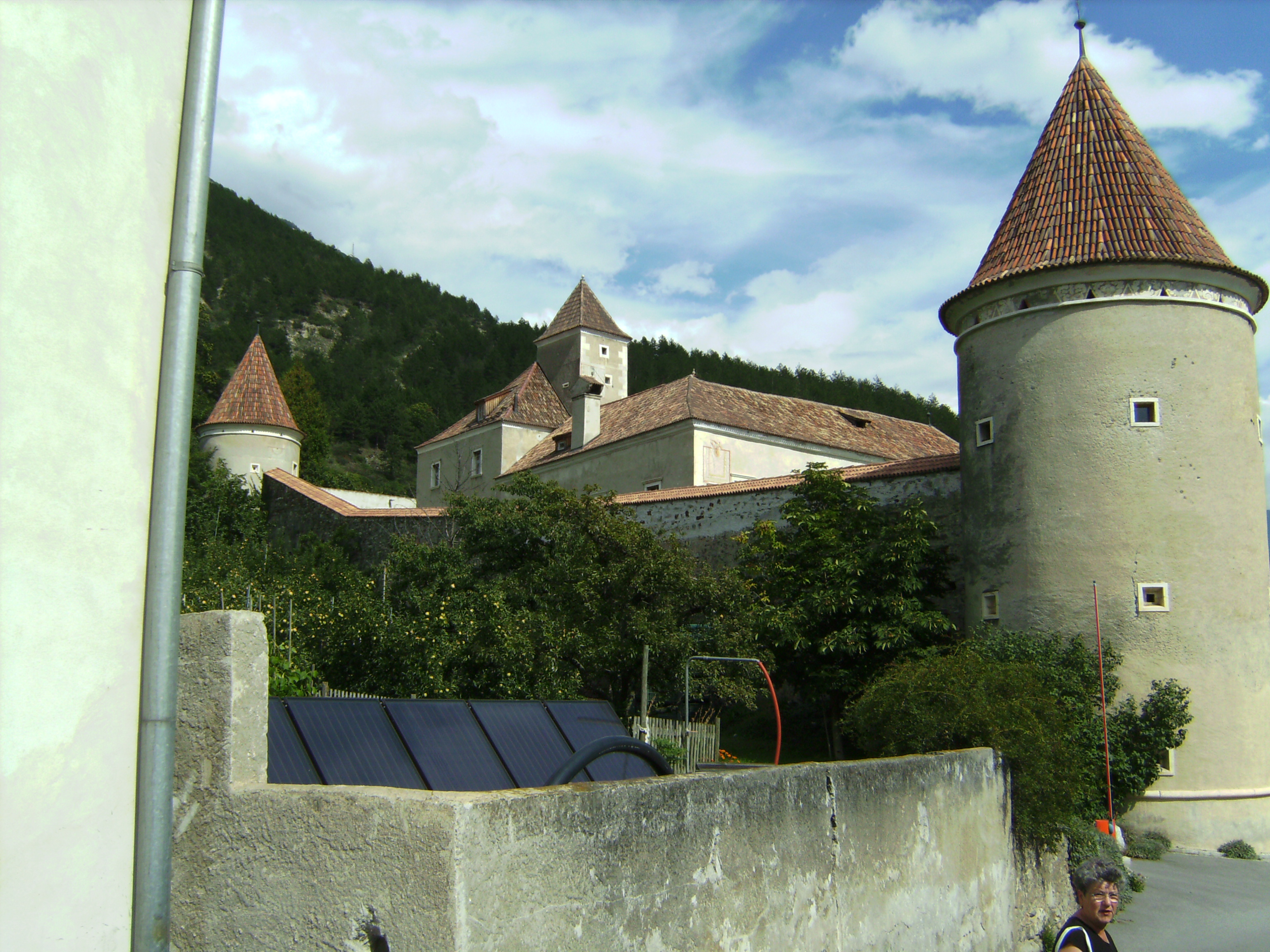
Der Stammsitz Schloss Goldrain

Um 1570 begann der Ausbau der kleinen Burg Goldrain zu einem Renaissanceschloss, der bis 1607 durch Ulrich Freiherr Hendl aus der Franz’schen Linie beendet wurde und das soziale Prestige beträchtlich steigerte.
Angehörige der Familie konnten sich in der Folgezeit militärisch auszeichnen. Franz Hendl war von 1568 bis 1578 Kommandant der Besatzungstruppen in Trient, das im Temporalienstreit von den Tirolern besetzt worden war. Weiterhin war er Tiroler Obrister Feldzeugmeister, Viertelhauptmann im Vinschgau, sowie Tiroler Landeshauptmann von 1590 bis zu seinem Tod 1591.
Hans Hendl (III.) konnte beim Landesherrn durchsetzten, dass er das von ihm erworbene Haus in Glurns zu einem adeligen Sitz erhob (Hendlsburg) und der gesamten Familie Hendl das Recht verlieh, sich fortan „Herren von und zu Hendlsburg“ zu nennen.
Verwandtschaftliche Bindungen durch Einheirat in Familien des alten und einflussreichen Adels taten ein Übriges – im Jahre 1615 wurde die Familie in den Freiherrenstand erhoben.
Ab dem Jahre 1600 stehen keine größeren Erwerbungen von Liegenschaften zu Buche. Lediglich durch Erbschaften gab es noch nennenswerten Zuwachs. So von Annenberg und nach dem Tod des Vaters der Elisabeth Hendl-Goldrain, Karl Sigmund von Schlandersberg, die als einziges Kind Burg Schlandersberg und den Ansitz Kasten mit dem allodialen Kastengut und der Burg Hochgalsaun erbte. Der bereinigte Wert lag bei 21.641 Gulden.
Eventuell bereits seit 1650 wurden Versuche unternommen, im Martelltal Bergbau zu betreiben und Erz abzubauen. Das Ergebnis dürfte sich in Grenzen gehalten haben. Es weist jedoch darauf hin, dass die Hendl über die nötigen finanziellen Möglichkeiten verfügten, ein solches Risiko einzugehen. Finanzielle Probleme gab es bis in das ausgehende 18. Jahrhundert nicht – der Graf Josef Nikolaus konnte es sich um 1800 sogar erlauben, in einer Nacht die sogenannte Schgörenwiese im Wert von 4000 Gulden zu verspielen.
Zu Beginn des 19. Jahrhunderts spätestens begann jedoch der Schritt in die Bedeutungslosigkeit. Immer mehr aus dem Vermögensbestand wurde veräußert. Aus der Erbmasse von Franz Josef Hendl und Elisabeth Hendl († 1813) wurde der meiste Grund und Boden von den Erben nahezu unverzüglich verkauft. Auch die verpachtete Burg Schlandersberg wird 1819 mitsamt dem benachbarten Visolgütl, einem Bauernhof mit Äckern, Wiesen, Alpen und den Wasserrechten des Schlandraunbaches, für 12.000 Gulden verkauft.
Die Revolution von 1848 hatte man noch relativ unbeschadet überstanden, doch wurde der Besitz durch ständige Erbteilungen weiter geschmälert, auch wiesen die inzwischen verfallenen Burgen keinen, oder nur noch einen geringfügigen Wert aus. Es gab auch keine bemerkenswerten Persönlichkeiten mehr – man schien sich mit dem Dasein des Beamtentums bzw. der Geistlichkeit zufriedenzugeben. Nach 1848 blieben der Familie außer dem Grundbesitz im Vinschgau und einige nicht genauer beschriebene Liegenschaften in Ulten und in Überetsch nur noch die überwiegend verpachteten landesfürstlichen Mannslehen.
Nach dem Tod von Graf Kaspar wurde 1861 ein letztes Mal das Lehensvermögen der Hendl-Goldrain genau aufgelistet. Es handelte sich dabei um:
- die ruinöse Feste Reichenberg im Münstertal
- die ruinöse Burg Hochgalsaun
- das Weingut Zoblhof zu St. Pauls im Landgerichtssprengel Kaltern.

Der Gesamtwert wurde auf nur 7663 Gulden 12½ Kreuzer geschätzt. Die Güter waren verpachtet, der Pachtzins betrug lediglich 1117 Gulden 25 Kreuzer.
Das Lehen Galsaun wird als zerfallenes Schloss samt den zugehörigen Wäldern, Wiesen, Äckern, Grundzinse und Zehenten, Fischwaid, Gejaid und Federspiel im ehemaligen Gericht Kastelbell, in Martell, von Naturns bis zur Töll, von Kasten bis zur Spondiniger Brücke beschrieben. Allerdings waren viele der Grundstücke durch Hochwasser der Etsch verwüstet und nicht mehr nutzbar.
Das Weingut Zoblhof zu St. Pauls bestand nur aus drei Wingerten ganz ohne Bauwerke, die mit Pergeln belegt waren und einen geschätzten Wert von 2240 Gulden hatten. Der Ertrag war nur mittelmäßig – der Pächter konnte den geforderten Zins in Höhe von 275 Gulden nur noch schwer aufbringen und antwortete auf ein Schreiben des Grafen Anton als Eigentümer:

„Daß Sie Geld brauchen, glaube ich, ich brauche auch welches, da im ganzen Zobel zwei Yhren Praschlet gewachsen sind, woher soll man einen so hohen Pachtzins bezahlen und die große Arbeit verrichten lassen, wenn man nur einige Star Getreide verkaufen kann?“

Die Grafen Hendl dieser Epoche zeigten kein großes Engagement in der Bewirtschaftung ihrer Güter. Sie lebten in den Stadtwohnungen, verzehrten ihre Revenuen und kümmerten sich wenig um die Abläufe.
Nach dem Tod von Graf Emanuel wurden die Liegenschaften 1872 von den Erben, den Brüdern Arthur und Bernhard Carl verkauft. Der Ertrag belief sich auf:
- Hochgalsaun mit den dazugehörenden Grundstücken 12.800 Gulden[14]
- Reichenberg 2650 Gulden[15]
- der Zoblhof 8754 Gulden.[16]

Diese 24204 Gulden war alles, was vom großen Vermögen der Grafen Hendl übrig blieb.

## Linien

### Die Stammlinie
- Siegmund Hendl (I.) (erstmals 1421, letztmals 1445 urkundlich erwähnt)

⚭ Barbara vom Turm zu Mals

⚭ Agnes Ratgeb

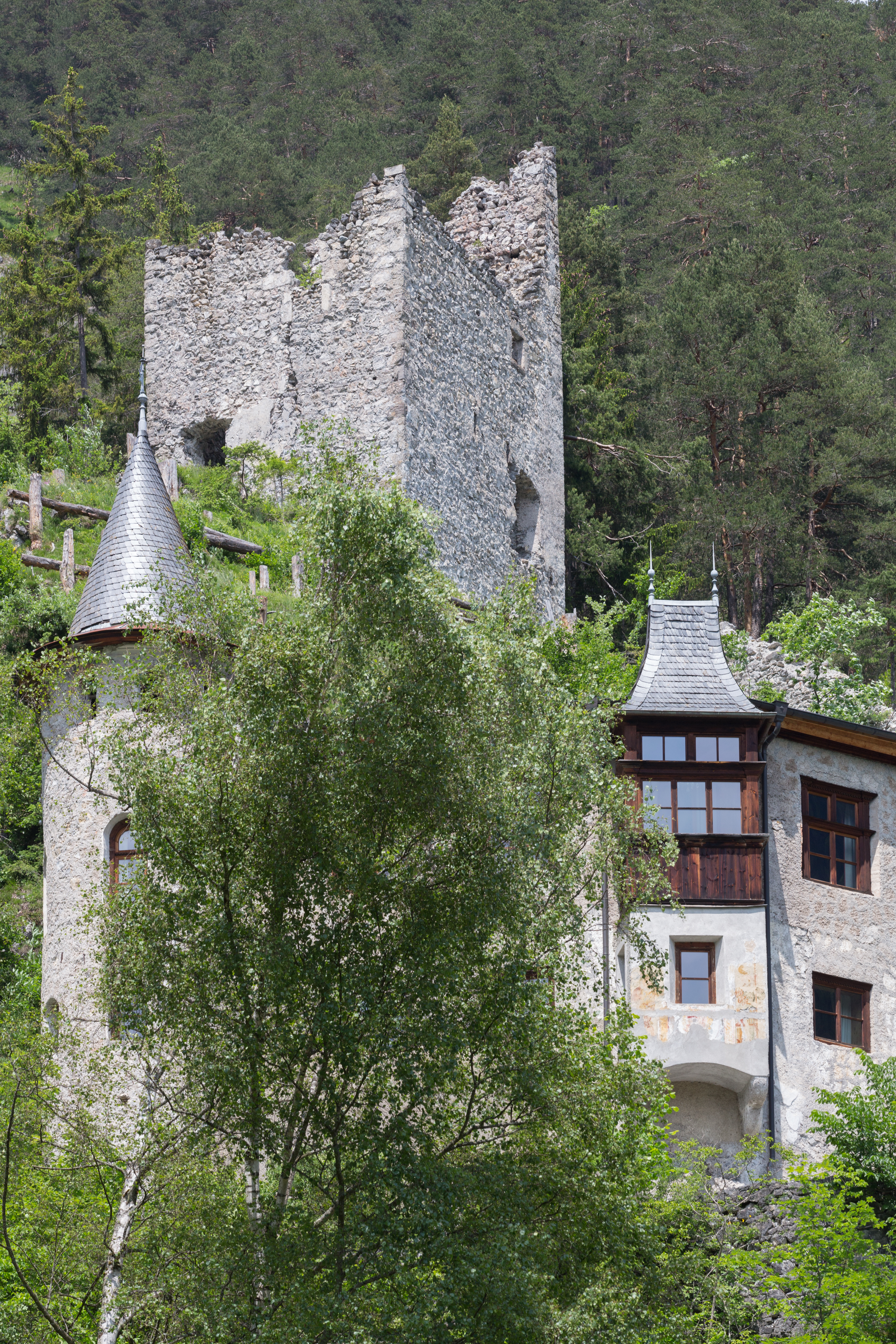
Auf Burg Fernstein lagen die Anfänge

Als erster Hendl ist für das Jahr 1421 ein Sigmund Henlein als Zeuge urkundlich erwähnt, der auch nachweislich im Jahre 1423 vom Landesherrn die Pflege der Burg Fernstein übertragen bekam. Als auf der Burg Fernstein ansässig wurde Sigmund letztmals im Jahre 1439 erwähnt. Für das Jahr 1445 erscheint er dann als Pfleger von Burg Ehrenberg, womit er schon recht hohen sozialen Status erreicht hatte, ohne jedoch bereits zum Adel zu zählen. Der Aufstieg in den Adelsstand war nicht mehr unerreichbar. Er ist dann jedoch bereits vor dem 17. August 1446 verstorben.
Nachkommen:
Reimprecht Hendl zu Imst (Erstmals 1446, letztmals 1450 urkundlich erwähnt)
Sigmund (II.) (erstmals 1510, letztmals 1548 urkundlich erwähnt)
Der zweite Sohn von Sigmund I. Hendl, Sigmund II. Hendl hatte sich inzwischen in Südtirol niedergelassen, wo er Magdalena Ratgeb geheiratet hatte. Er war von 1456 bis 1466 Richter in Schlanders und Verwalter der Propstei Eyrs.
Nachkommen:
Hans Hendl zu Goldrain (II.) († 1516) ⚭ Rosina Vegler von Hauzenheim
Ursula ⚭ Bartholomäus Schildmann
Regina ⚭ Georg Ramung von Rameck
Dieser Zweig ist im Mannesstamm erloschen.
Hans (I.) (erstmals 1474, letztmals 1496 urkundlich erwähnt)
Der dritte Sohn von Sigmund Hendl (I.), Hans Hendl (I.) heiratete Ursula Giebinger, Tochter des aus Bayern stammenden Pflegers der Burg Tratzberg. Deren einziges Kind, die Tochter Anna, sollte den Simon Scheck ehelichen, dessen Familie im Besitz der kleinen Burg Goldrain war. Anna ist jedoch bereits vor der Hochzeit verstorben. Dieser Zweig war damit im Mannesstamm erloschen.
- Reimprecht Hendl zu Imst

Am gleichen Tag wurde von seinem Sohn Reimprecht Hendl eine Urkunde ausgestellt, die belegt, dass ihm vom Herzog Siegmund die Burg Neustarkenberg in Tarrenz auf Lebenszeit übertragen worden sei. Es war dies als Dank für die Verdienste anzusehen, die Sigmund Hendl dem Herzog Friedrich erwiesen hatte. Nur für den Fall, dass der Landesherr die Burg an die Starkenburger übergeben wolle, würde dieses Recht erlöschen. Noch im Jahre 1450 wird er als Pfleger von Neustarkenburg genannt. Er war mit Susanna Sigwein von Bideneck aus Hall in Tirol verheiratet. Das Paar hatte fünf Kinder, die Töchter Elisabeth, Anna, Barbara und Susanna, sowie den Sohn Walter Hendl zu Imst mit dem der Stammbaum fortgesetzt werden konnte.
- Walter Hendl zu Imst (Sohn des Reimprecht Hendl zu Imst)

erstmals 1476, letztmals 1493 urkundlich erwähnt

⚭ Eva von Grisingen

⚭ Katharina Heustadl

⚭ Anna Brotbauch
Nachkommen:
Acht bereits jung verstorbene Kinder
Augustin (?) ohne Nachkommen
Sigmund Hendl zu Goldrain (III.)
Barbara ⚭ Hans Harm von Eyrs
Anna
- Sigmund Hendl zu Goldrain (III.) (Sohn des Walter Hendl zu Imst)

erstmals 1510, letztmals 1548 urkundlich erwähnt
⚭ Magdalena von Wangen († 1512)

⚭ Dorothea von Ramschwag
Nachkommen:
Reimprecht (erstmals 1555, letztmals 1569 urkundlich erwähnt) Begründer der 1680 im Mannesstamm erloschenen Reimprecht’schen Linie
Braxedis ⚭ Marquard von Breisach / ⚭ Hans Veit von Annenberg
Christina († 1581) ⚭ Kaspar von Schlandersberg / ⚭ Hans Jakob Römer von Maretsch
Franz (*1557 † 1591), Begründer der um 1640 im Mannesstamm erloschenen Franz’schen Linie.
Sigmund Hendl zu Goldrain (IV.)
- Sigmund Hendl zu Goldrain (IV.) (Sohn des Sigmund Hendl zu Goldrain (III.))

erstmals 1557 und letztmals 1576 urkundlich erwähnt
⚭ Zimburg Fuchs von Fuchsberg zu Lebenberg
Nachkommen:
Christof Sigmund Freiherr Hendl, Begründer der Goldrainer Linie
Maximilian Freiherr Hendl, Begründer der Kastelbeller Linie
Anna Elisabeth ⚭ Fortunat von Heudorf

### Goldrainer Linie

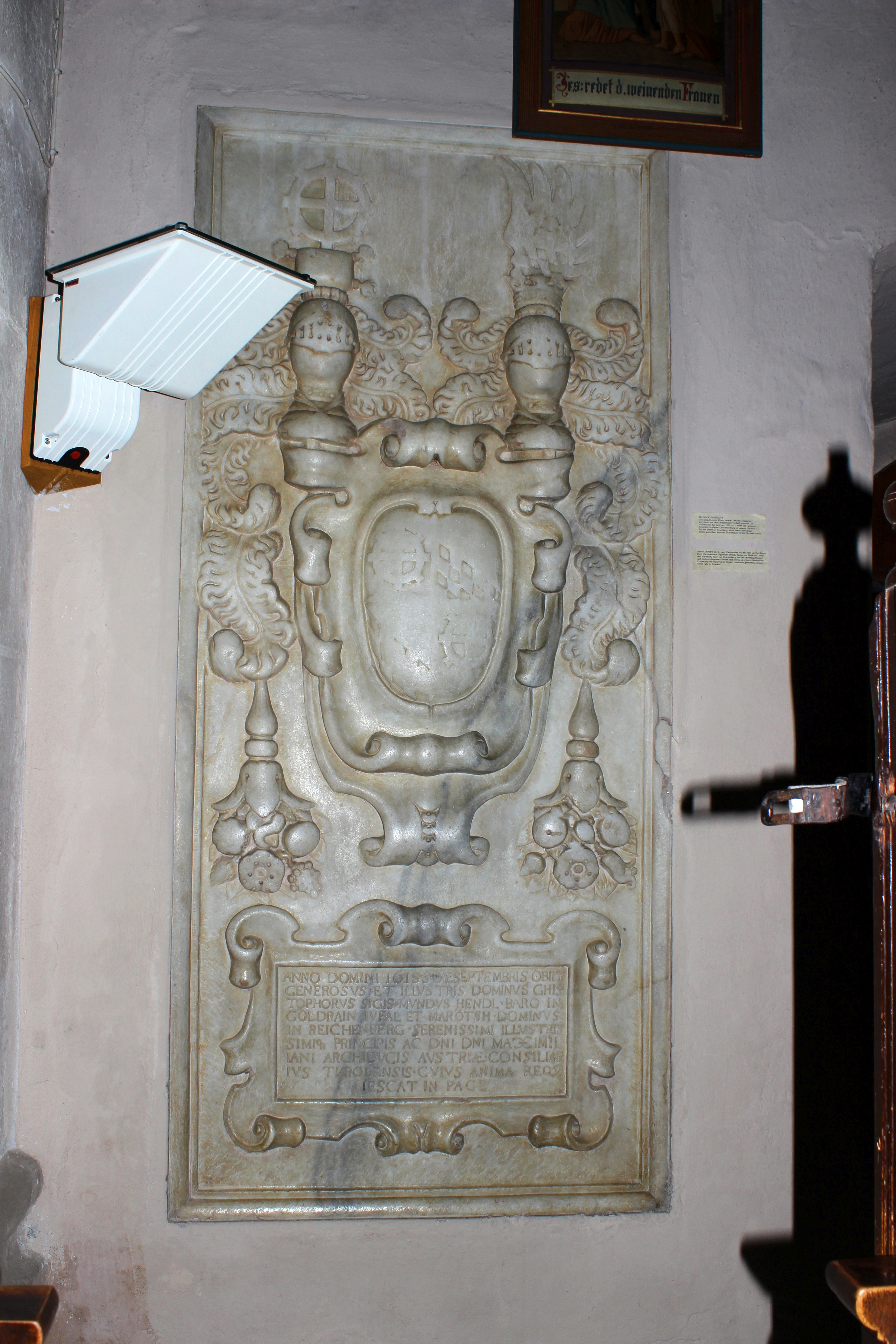
Grab von Christof Sigmund Freiherr Hendl († 1615) in St. Martin, Tschars

- Christof Sigmund Freiherr Hendl (Sohn des Sigmund Hendl zu Goldrain (IV.))

Erstmals urkundlich erwähnt 1570 († 1615)
⚭ Anna Hendl
Nachkommen:
Johanna Margarethe
Elisabeth
Anna Katharina
Zimburg
Christof (*/†)
Sigmund (VI.)
- Sigmund Freiherr Hendl (VI.) (Sohn von Cristof Sigmund Freiherr Hendl)

Landrat (Erstmals 1627 und letztmals 1658 urkundlich erwähnt)
⚭ Anna Regina von Wolkenstein zu Trostburg
Nachkommen:
Christof Wilhelm, Franz Reimprecht, Cristof Cyprian, Anna Maria, Reimprecht (*/†)
Johann Reimprecht (I.) ⚭ Anna Margarethe von Annenberg – Begründer der Johann’schen Linie
Sigmund (VII.) ⚭ Anna Franziska Hendl
Johann Kaspar Graf Hendl

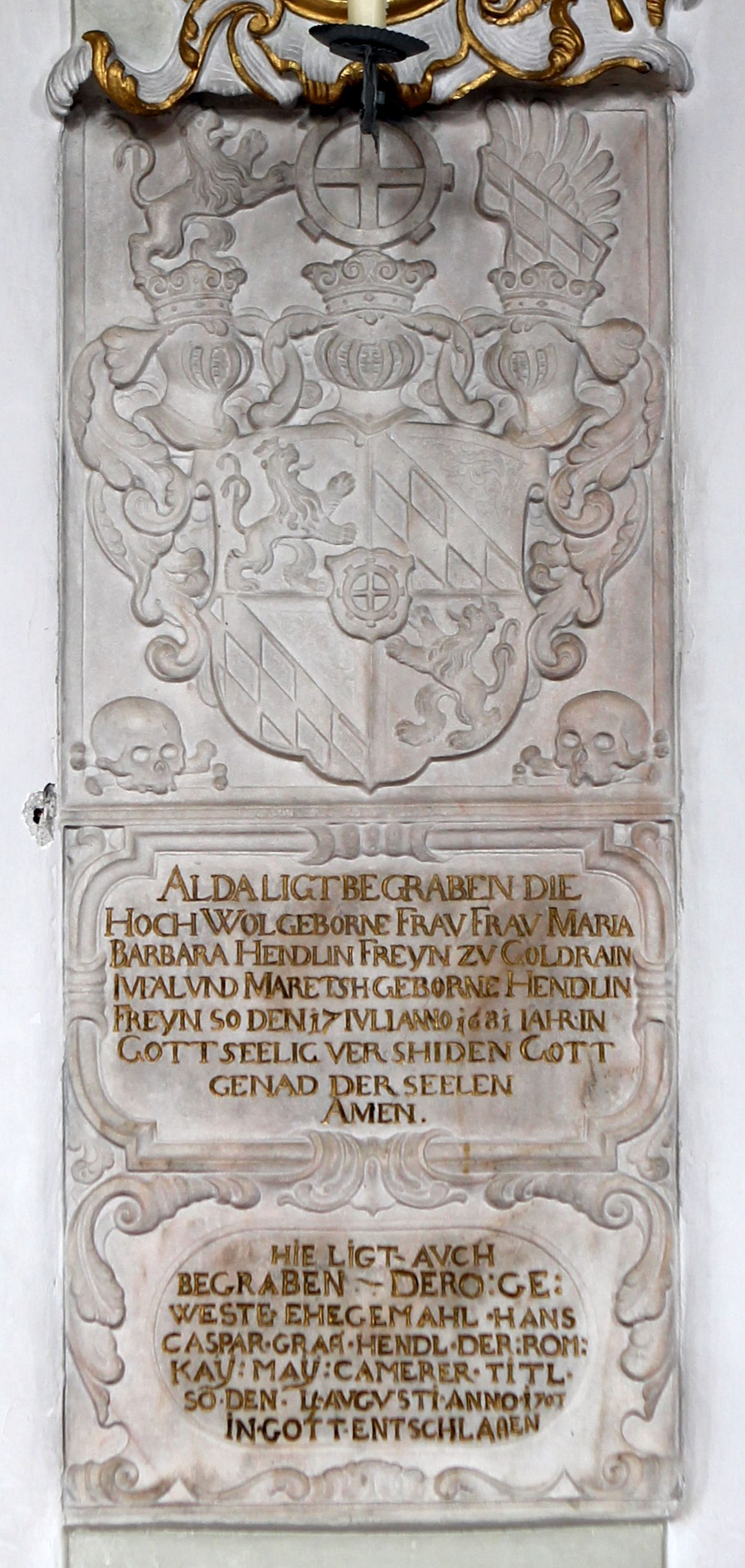
Grabplatte der Maria Barbara von Hendl († 1681) in der Pfarrkirche zu Schlanders

- Grabplatte der Maria Barbara von Hendl († 1681) in der Pfarrkirche zu SchlandersJohann Kaspar Graf Hendl (Sohn von Sigmund Freiherr Hendl (VI.)): Kommissär des Burggrafenamtes und des Vinschgaus, k.k. Kämmerer (1626 † 1703)

⚭ Maria Barbara Hendl († 17. April 1681)

⚭ Maria Magdalena Vintler von Platsch und Runkelstein
Nachkommen:
Anna Katharina († 1654)
Franz Anton († 1656)
Anna Elisabeth († 1658)
Johann Anton († 1659)
Maria Anna († 1662) ⚭ Egidius Oswald von Völs zu Prösels
Anna Maria (* 1654 † 1713) ⚭ Josef Anton Trapp zu Matsch / ⚭ Jakob Maximilian Trapp zu Matsch
Johann Josef (* 1660 † 1718)
- Johann Josef Graf Hendl-Goldrain (Sohn von Sigmund (VI.) Freiherr Hendl)

(* 1660 † 1718)
⚭ Maria Susanna von Wolkenstein zu Trostburg
Nachkommen:
Johann Georg (* 1685 † 1705 – in Italien gefallen)
Maria Franziska (*/† 1690)
Dominik Josef (*/† 1694)
Josef Anton (*1694 † 1730) ⚭ Maria Karoline von Welsberg
Nachkommen:
Jakob Guidowald (* 1722)
Maria Anna (*1724 † 1798) ⚭ Johann Sebastian Trapp zu Matsch
Sebastian Kaspar Graf Hendl
- Sebastian Kaspar Graf Hendl-Goldrain (Sohn von Johann Josef Graf Hendl)

Oberst-Stallmeister und Hofmarschall in Brixen (* 1696 † 1771)
⚭ Anna Viktoria von Sarnthein
Nachkommen:
Franz Josef (*1725 † 1795)
Maria Anna Adelaide (*/† 1726)
Maria Anna Johanna (* 1727 † 1743)
Kaspar Josef (* 1735 † 1741)

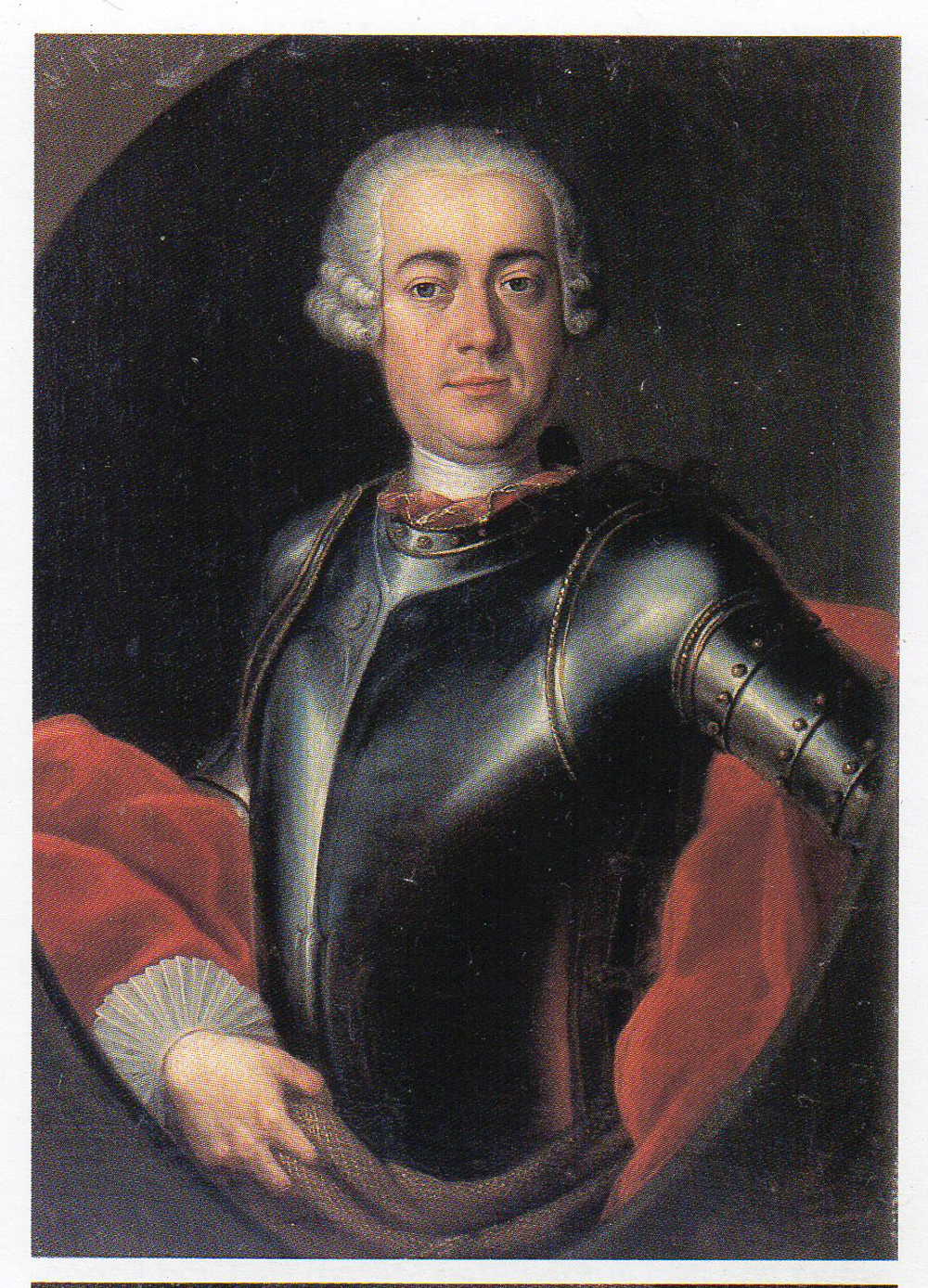
Franz Josef von Hendl-Goldrain (* 1725 † 1795)

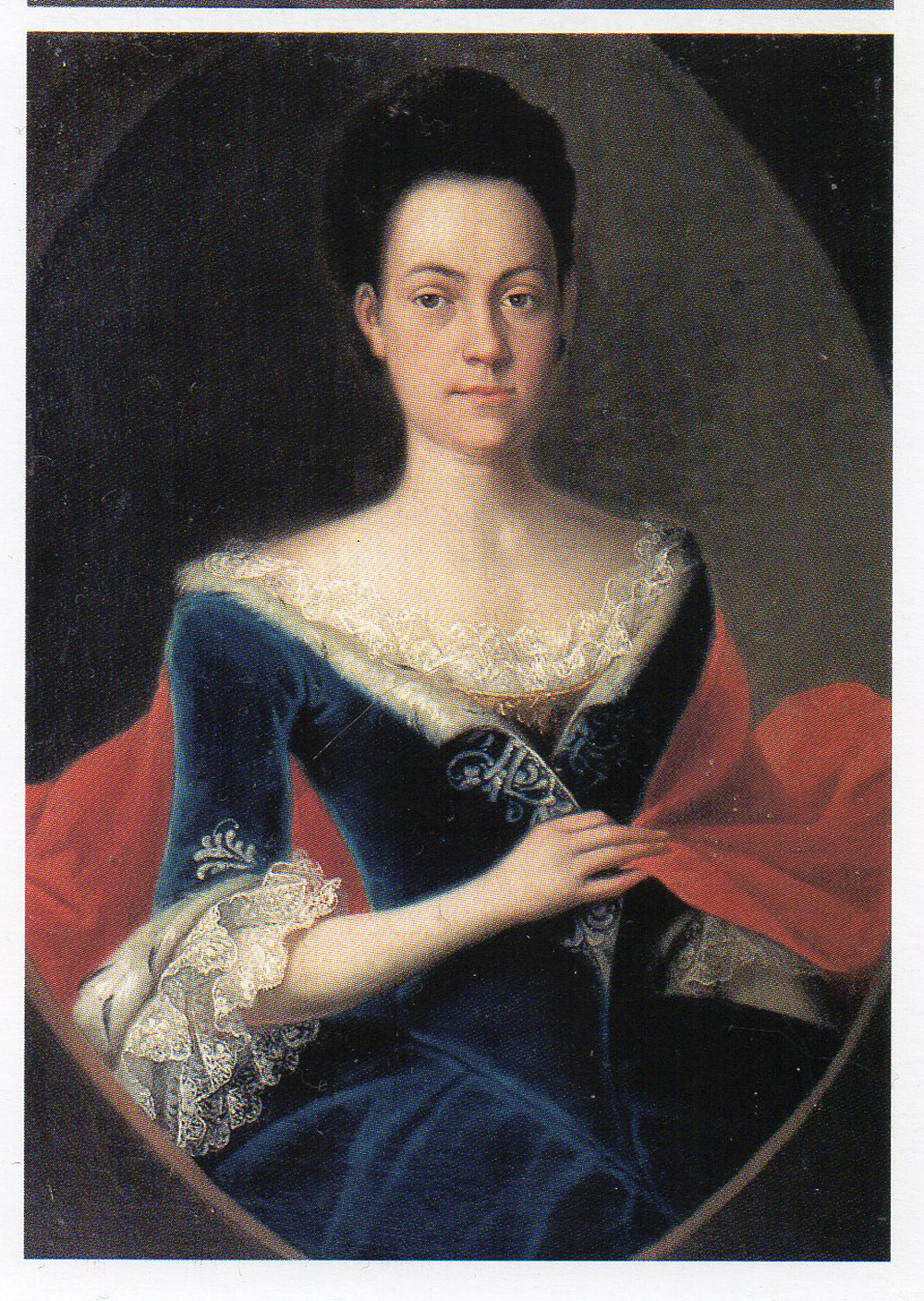
Elisabeth von Hendl-Goldrain geb. von Schlandersberg (* 1738 † 1813)

Maria Theresia (* 1739 † 1818) ⚭ Franz Josef Freiherr von Taxis-Bordogna-Valnigra (1733–1797), Obrist-Erbpostmeister zu Bozen
Anna Maria Ignatia († 1794) Stiftsdame in Hall
Anna Maria Karoline (* 1742 † 1743)
Josef Alois (*/† 1745)
- Franz Josef Graf Hendl-Goldrain (Sohn von Sebastian Kaspar Hendl)

k.k. Kämmerer, Oberösterreichischer Regierungsrat und Vizelandeshauptmann, (*1725 † 6. Januar 1795)
⚭ 1755 Maria Elisabeth von Schlandersberg (* 17. August 1738 † 21. März 1813)
Nachkommen:
Johann Nepomuk Graf Hendl (*1758 † 17. September 1838)
Ferdinand, k.k. Kämmerer und Major (*1760 † 1824) ⚭ Maria Barbara von Kalkreuth
Karl Ferdinand, k.k. Major (* 1761 † 1851) ⚭ Henriette von Astfeld
Elisabeth (* 1806 † 6. Mai 1828)
Barbara (* 1808 † 7. Mai 1828)
Elisabeth Maria ⚭ Johann Augustin von Plawenn
Franz Seraphicus (* 1764 † 1780)
Maria Anna (* 1766 † 1843) Stiftsdame in Hall
Josef Maria Sebastian (* 1768 † 29. April 1854) Domherr zu Brixen
Crescentia Maria (* 1770 † 1845)
Anton Felix, k.k. Appellationsgerichtsrat (* 26. August 1771 † 22. Januar 1851) ⚭ Franziska Minelli
Aloisia Maria (* 1773 † 9. Januar 1868)
Theresia Anna Maria (* 17. Juni 1775 † 1808) Stiftsdame in Innsbruck
Maria Franziska Seraphica Anna Antonia (* 8. September 1778 † 1778)
Kaspar, Oberleutnant im k.k. Kaiserjägerregiment (* 1780; † 18. November 1861) ⚭ Karoline Antonia Daxer (* 1832)
Christoph (*/† 1852)
Arthur (* 10. November 1854 zu Innsbruck)
Hedwig (*/† 1855)
Hermine Frederike Adelfrida Karoline (* 7. August 1857 zu Lans (Tirol))
Bernhard Carl (* 21. Juli 1860 zu Sistrans) legt seinen Titel und Namen 1898 ab und nennt sich nach seinem Stiefvater „Faßl“.
- Johann Nepomuk Graf Hendl-Goldrain (Sohn des Franz Josef Graf Hendl)

Hauptmann der Kastelbeller Schützenkompanie, Kommandant des Kastelbeller Landsturms (* 1758 † 17. September 1838)
⚭ Elisabeth-Magdalena von Thun-Hohenstein († 9. August 1823)
Nachkommen:
Emanuel Vigil (* 27. August 1787 † 1871)
Franz Johann (* 1788 † 1814)
Franz Josef (* 1788 † 24. Mai 1860) Domherr zu Wien
Maria Anna (* 1790 † 1856) ⚭ Johann Paul von Ottental
Josefa Maria (* 1794 † 1795)
Josefa (* 14. Dezember 1797 † 21. September 1872)
Pius Romedius (* 1803 † 1814)
- Emanuel Vigil Graf Hendl-Goldrain (Sohn des Johann Nepomuk Graf Hendl)

Rat am k.k. Oberlandesgericht für das Kronland Tirol, (* 27. August 1787 † 16. August 1871)
⚭ 16. Januar 1817 Aloisia von Klebelsberg zu Thumburg (* 25. August 1798 † 1. August 1886)
Nachkommen:
keine

#### Besitzungen der Hendl zu Goldrain
1. Schloss Goldrain (als Stammsitz) von ? bis 1863
2. Ansitz Gaudententhurn in Partschins von 1402 bis 1586
3. Burg Rotund von 1555 bis in das 19. Jahrhundert
4. Burg Reichenberg von 1559 bis in das 19. Jahrhundert
5. Lichtensteinisches Haus in Glurns von 1690 bis 1775 (Heute „Gasthof zur Post“ in Glurns)
6. Hendlsburg von 1590 bis in das 18. Jahrhundert (Heute Rathaus von Glurns)
7. Haus Schlanderegg in Schlanders von 1590 bis 1775
8. Plawennhaus in Schlanders von 1775 bis 1861 (heute Rathaus von Schlanders)
9. Schlandersburg von 1600 bis in die 2. Hälfte des 18. Jahrhunderts
10. Burg Schlandersberg von 1770 bis 1819
11. Ansitz Mair zu Schanzen in Goldrain von 1551 bis 1821
12. Burg Latsch von 1695 bis 1863
13. Burg Juval von 1580 bis 1815
14. Burg Kastelbell von 1531 bis 1956
15. Ansitz Kasten in Galsaun von 1755 bis 1864
16. Burg Hochgalsaun von 1771 bis 1864
17. Schloss Maretsch von 1600 bis 1657
18. Güter in Bozen, auf dem Ritten und in Gröden
19. ein Haus in der Mustergasse in Bozen
20. Stabenhof zu Tschars
21. das gräflich Wolkenstein’sche Haus am Rennweg in Meran (seit 1720)
22. der Ansitz Löwenbrunn in Meran am Rennweg (1632 bis 1689)
23. Weingut Zoblhof zu St. Pauls

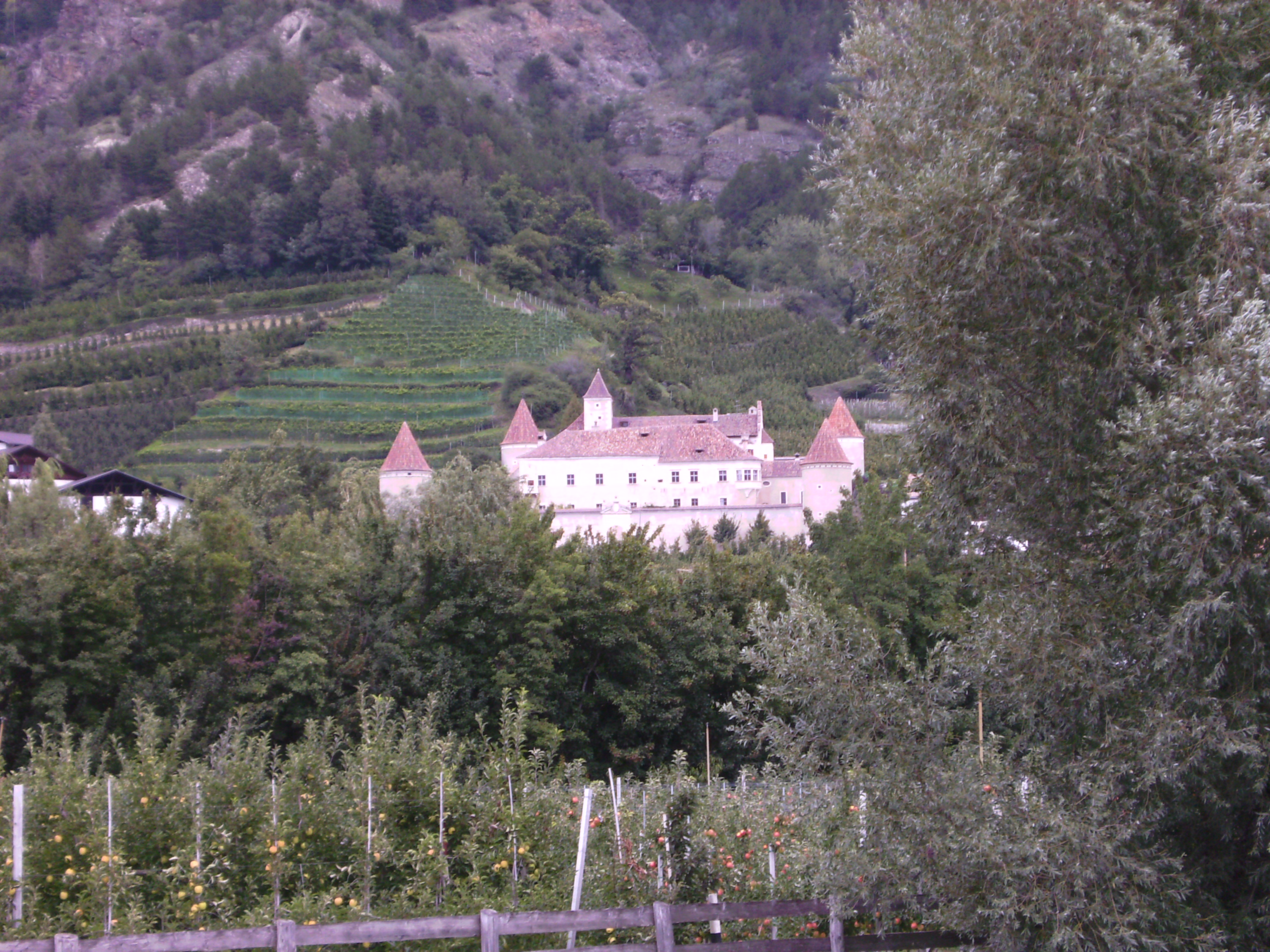
Schloss Goldrain
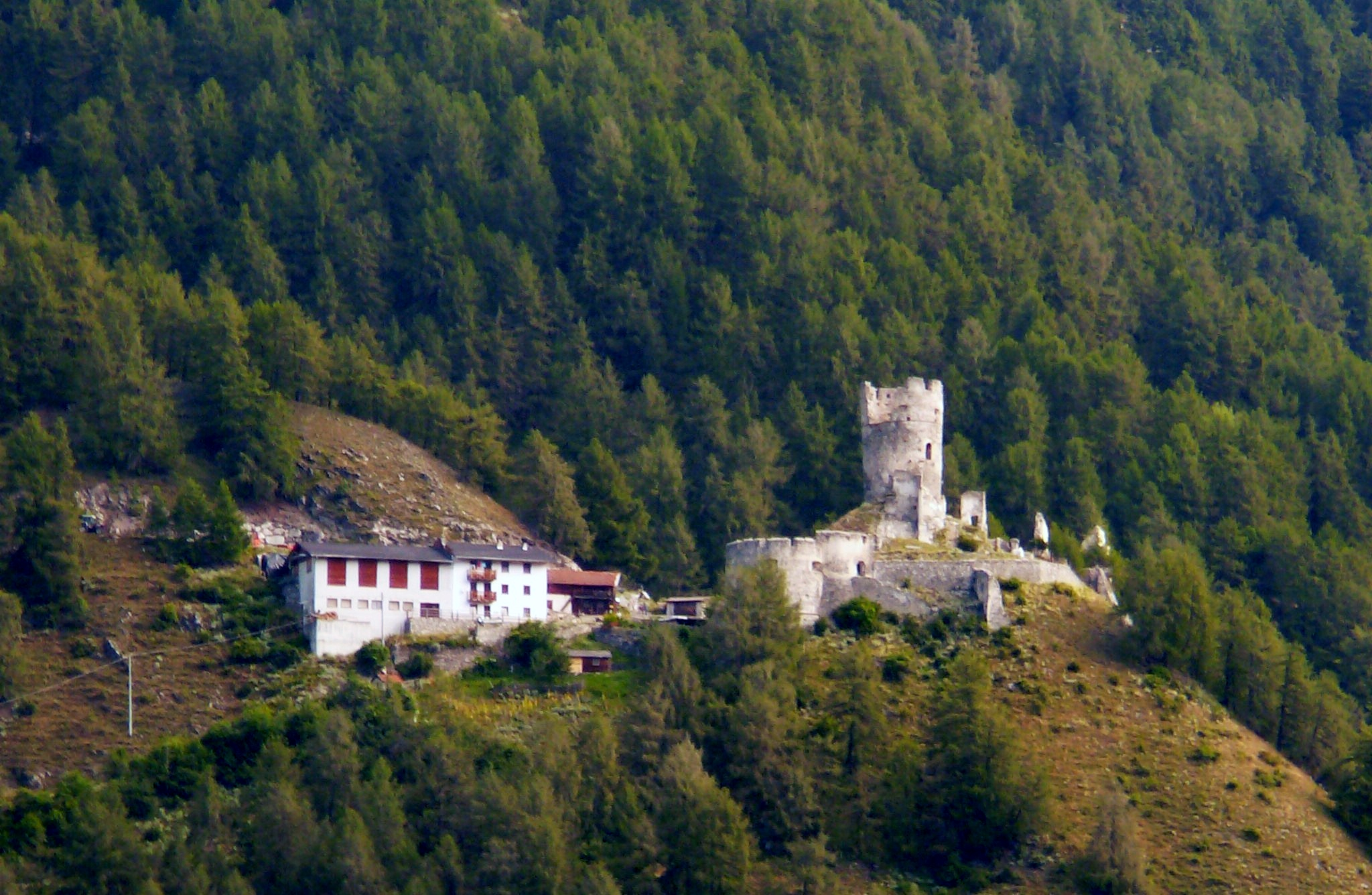
Burg Rotund
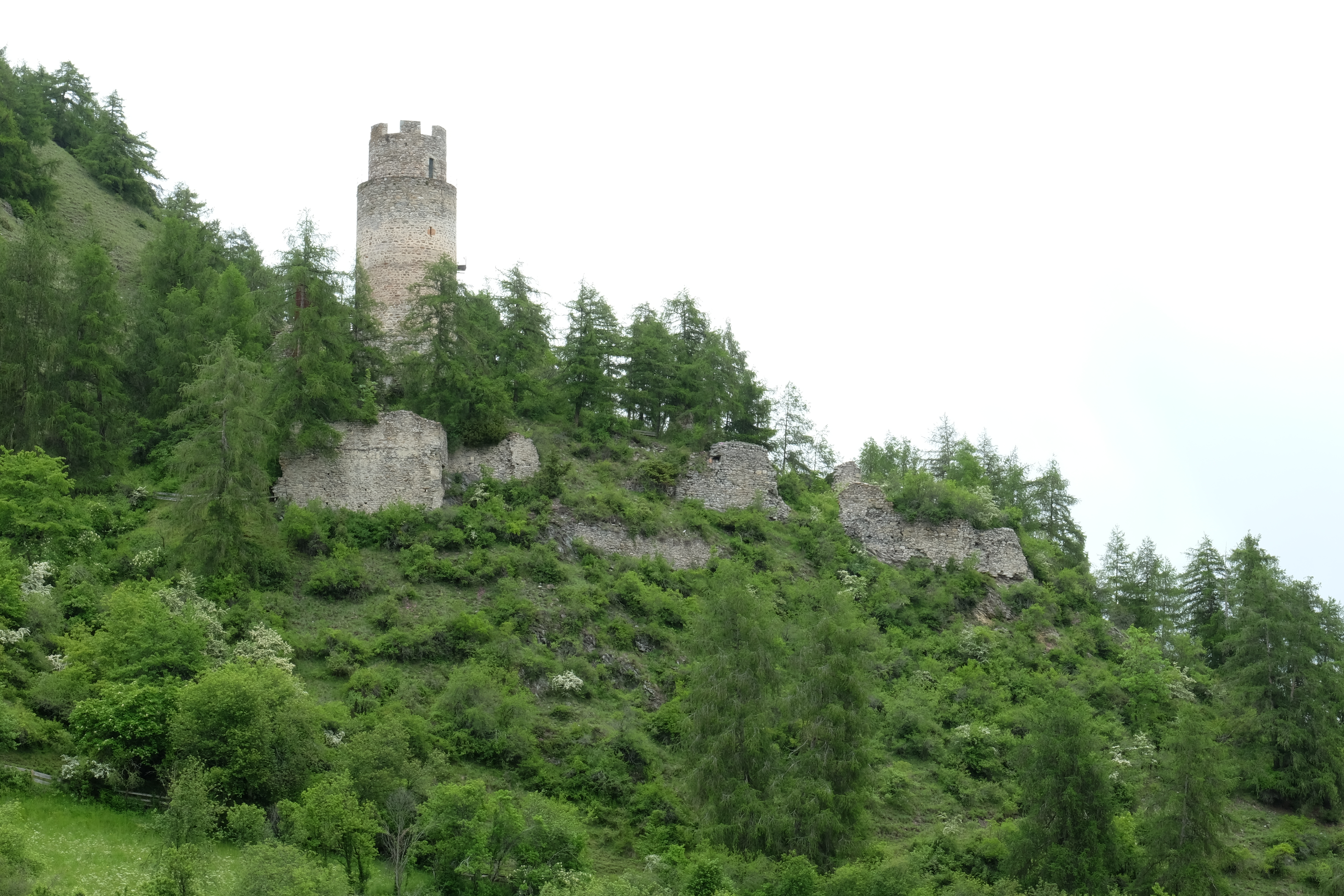
Burg Reichenberg
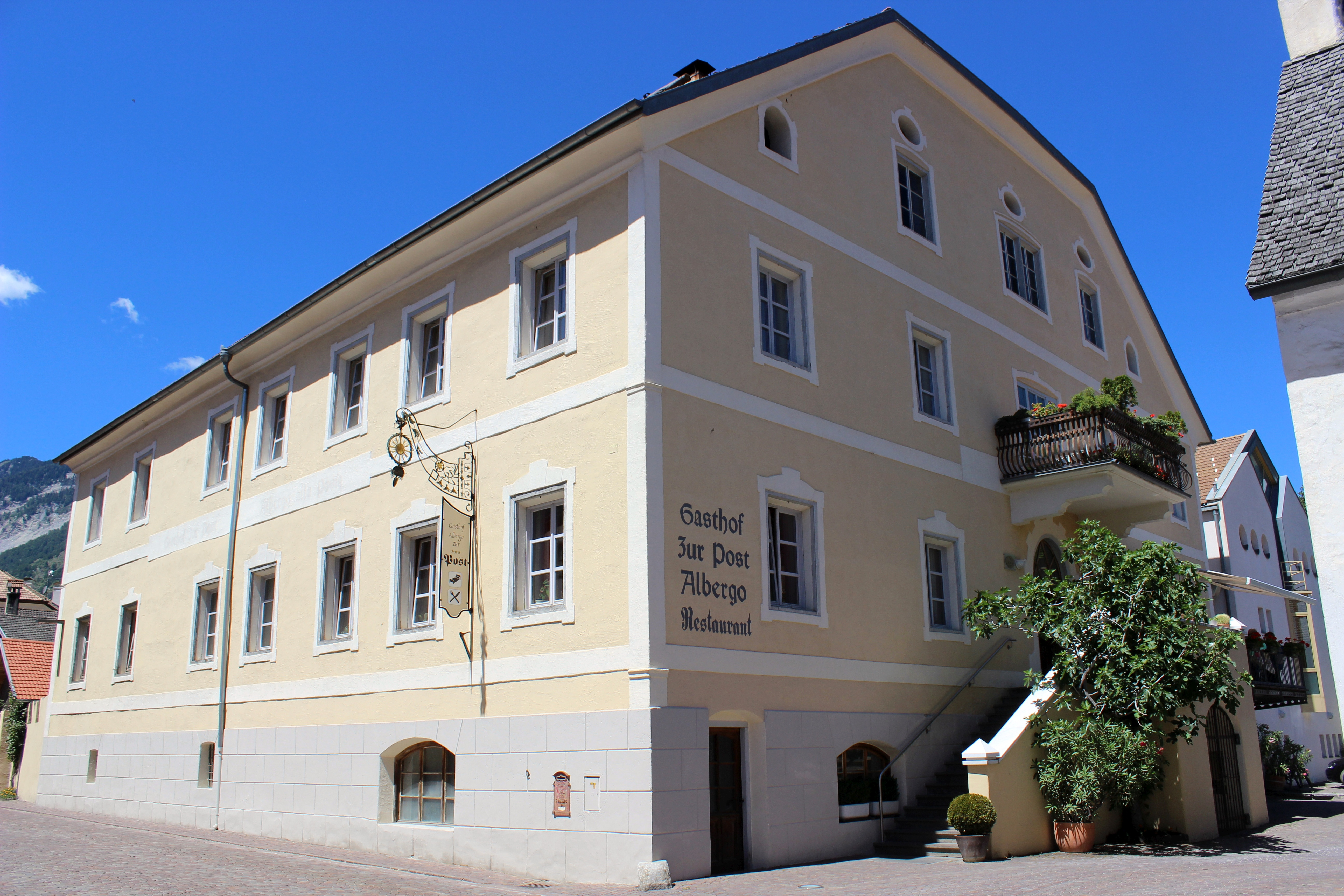
Das Liechtensteinische Haus in Glurns
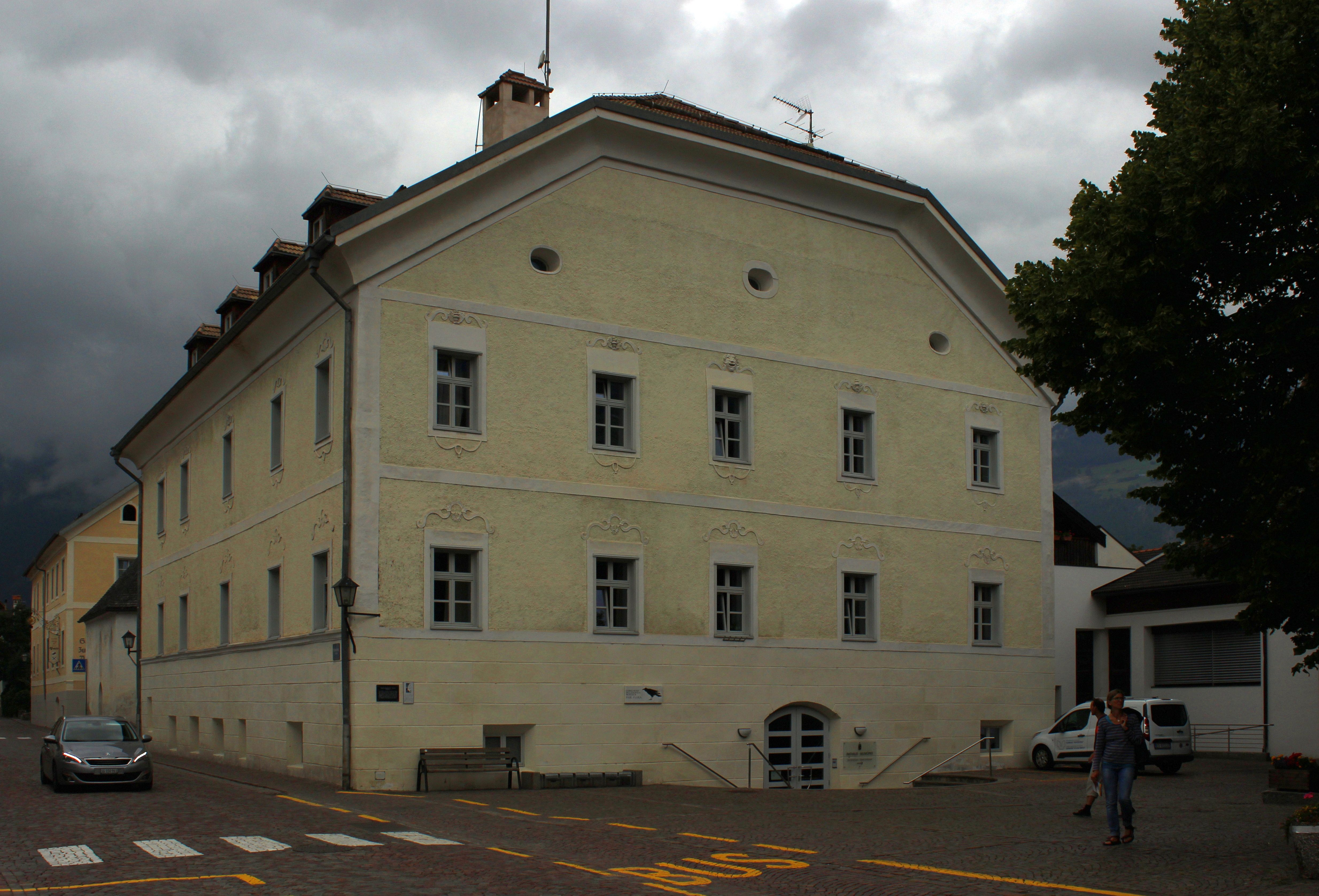
Hendlsburg in Glurns
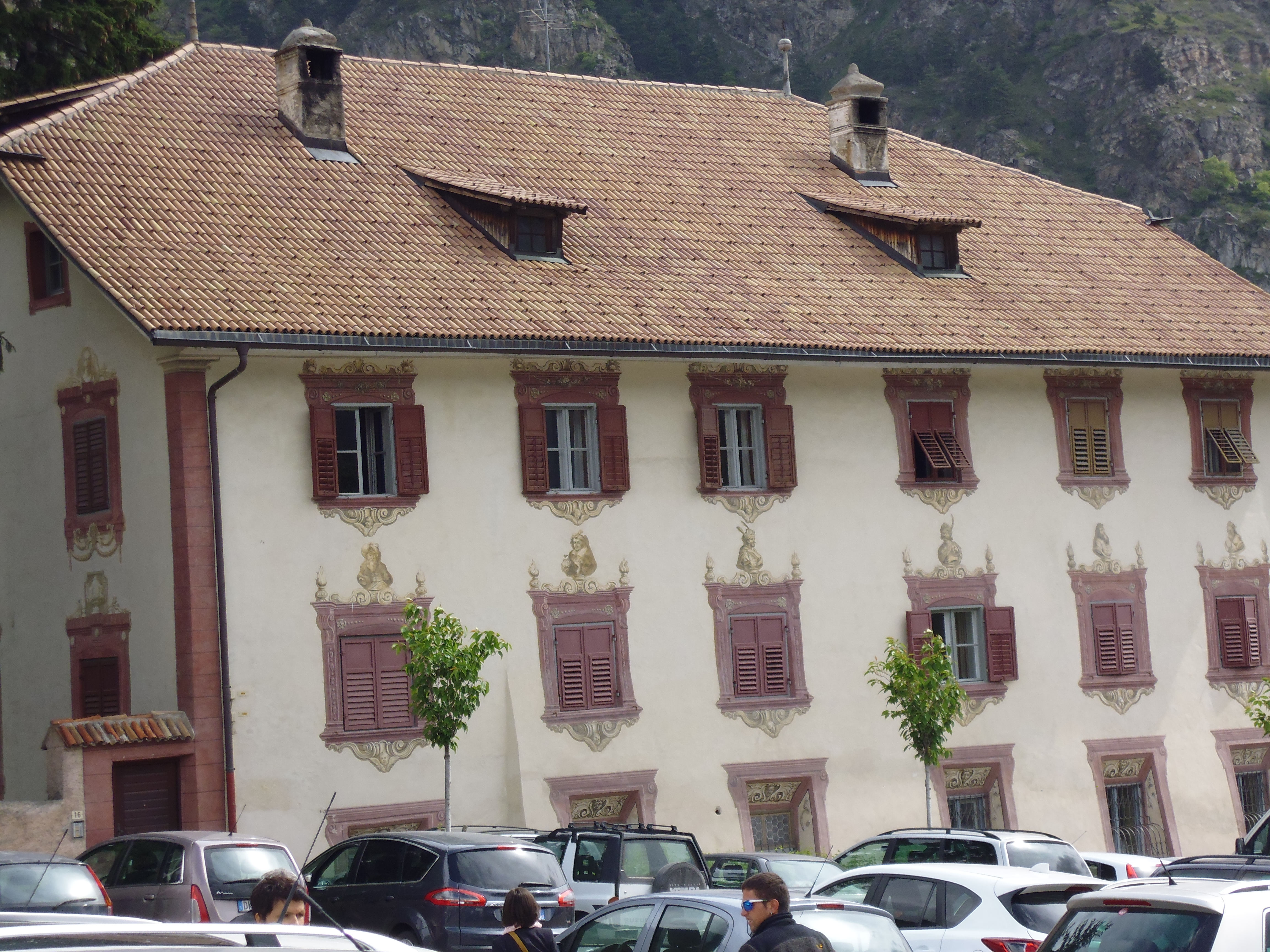
Haus Schlanderegg
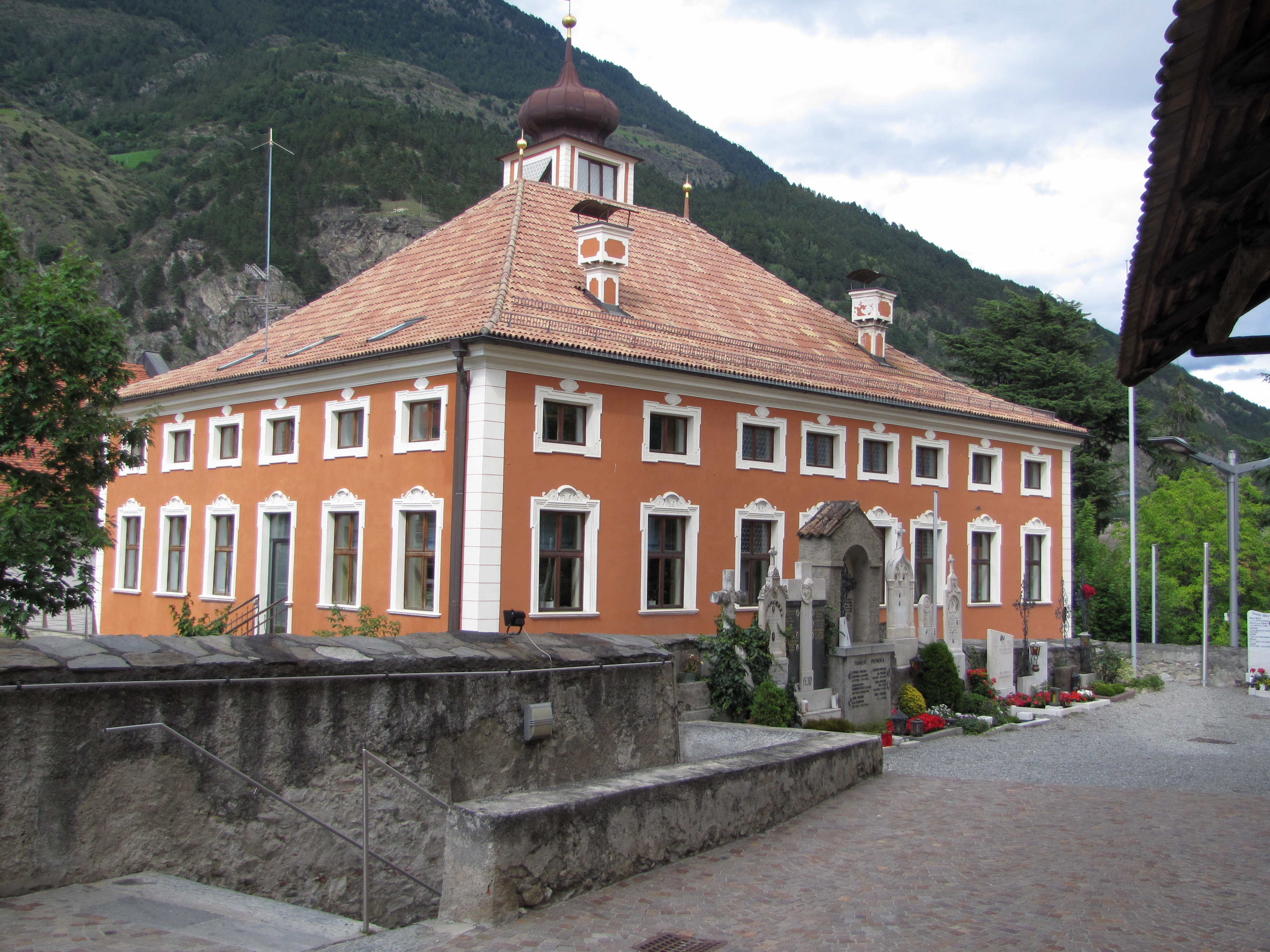
Plawennhaus
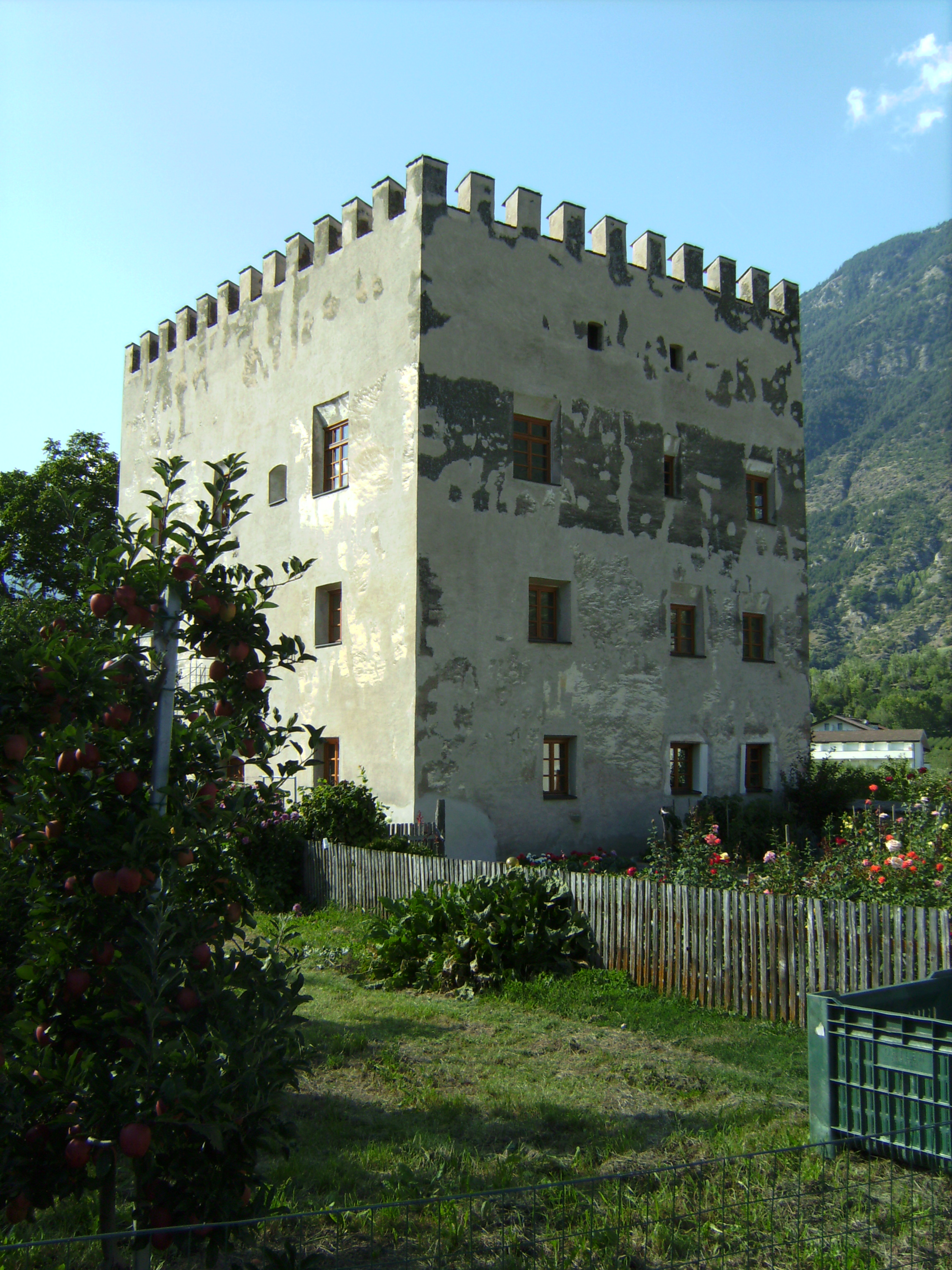
Ansitz Mair zu Schanzen in Goldrain
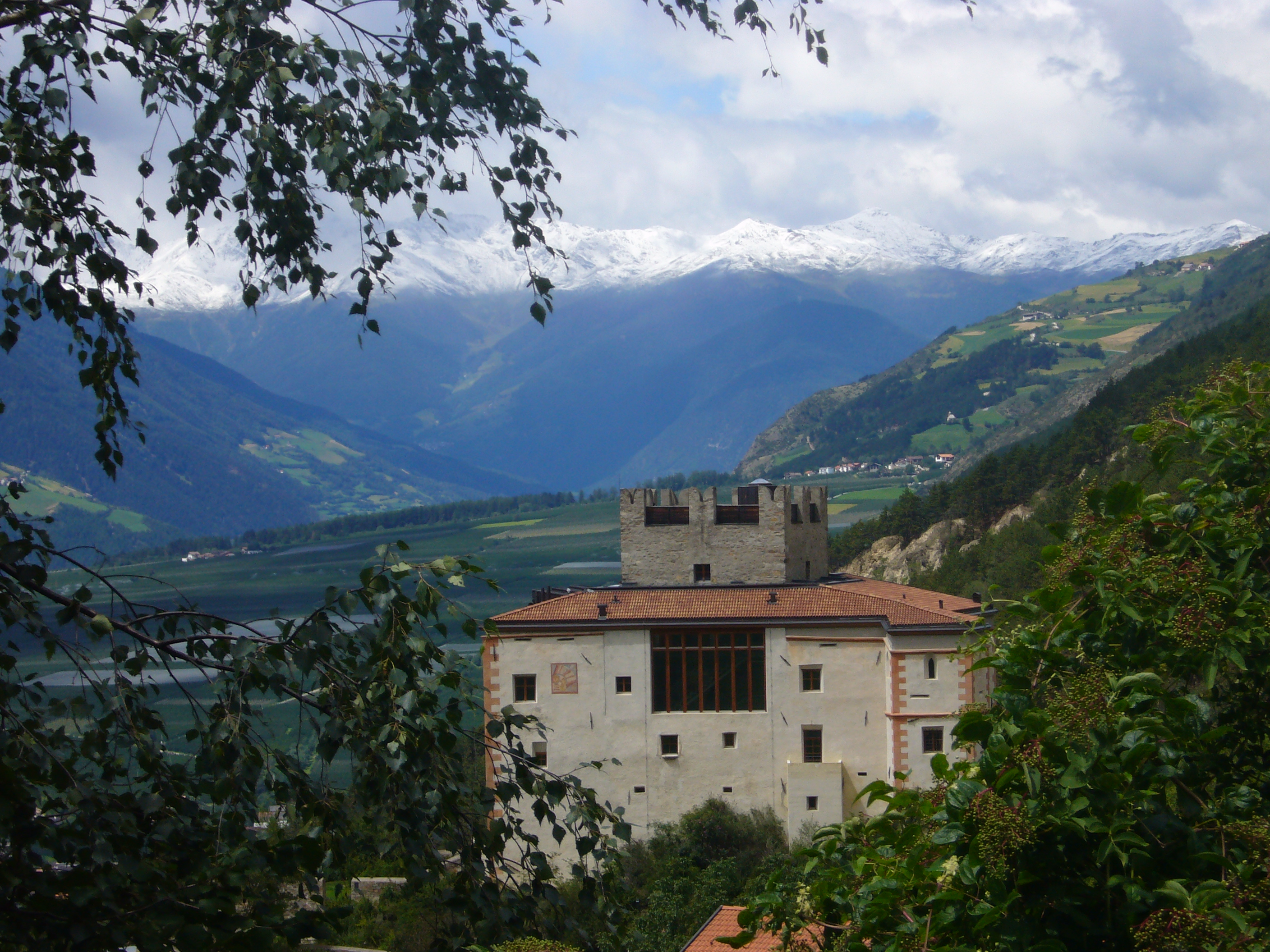
Burg Schlandersberg
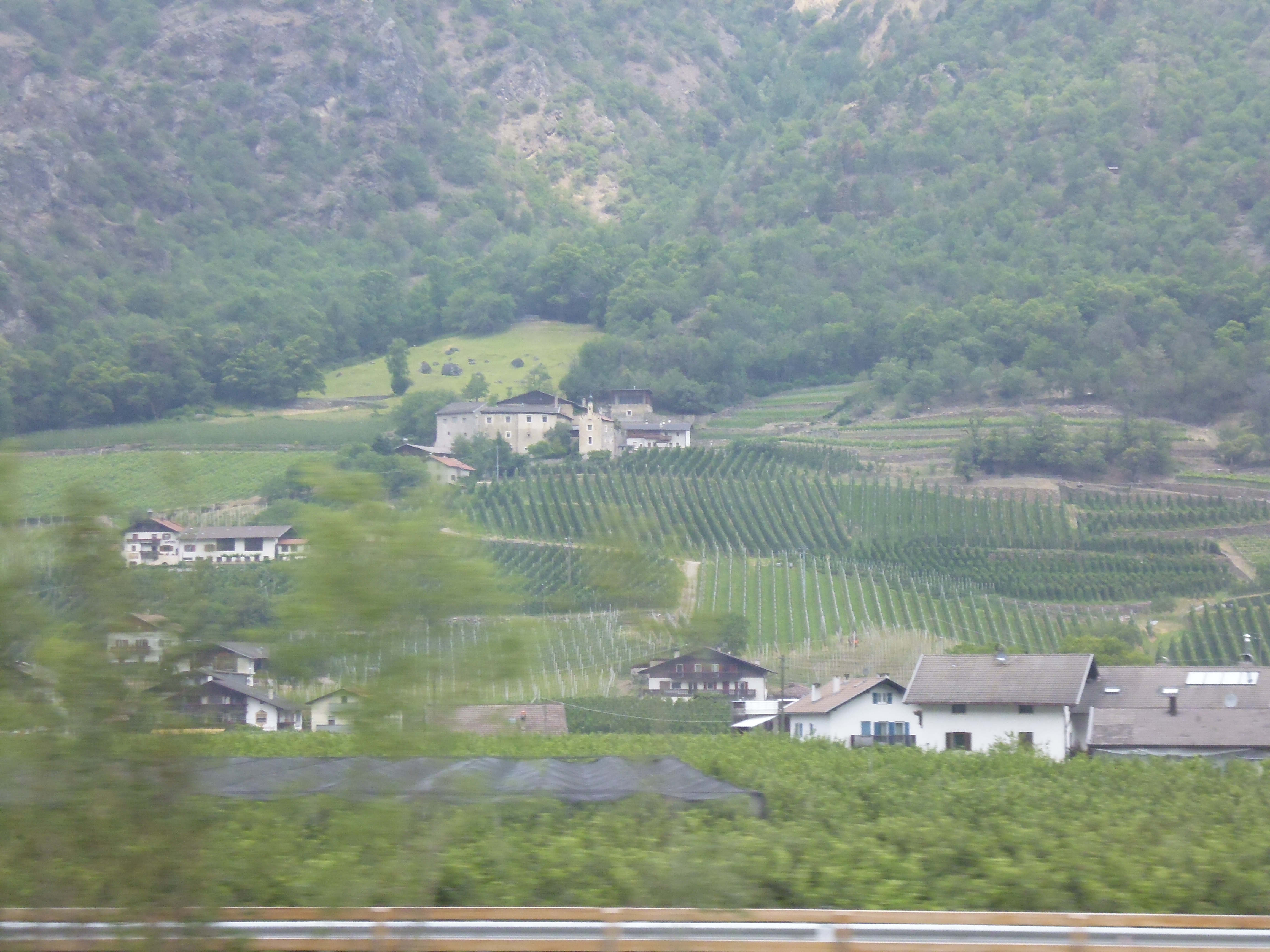
Ansitz Kasten in Galsaun
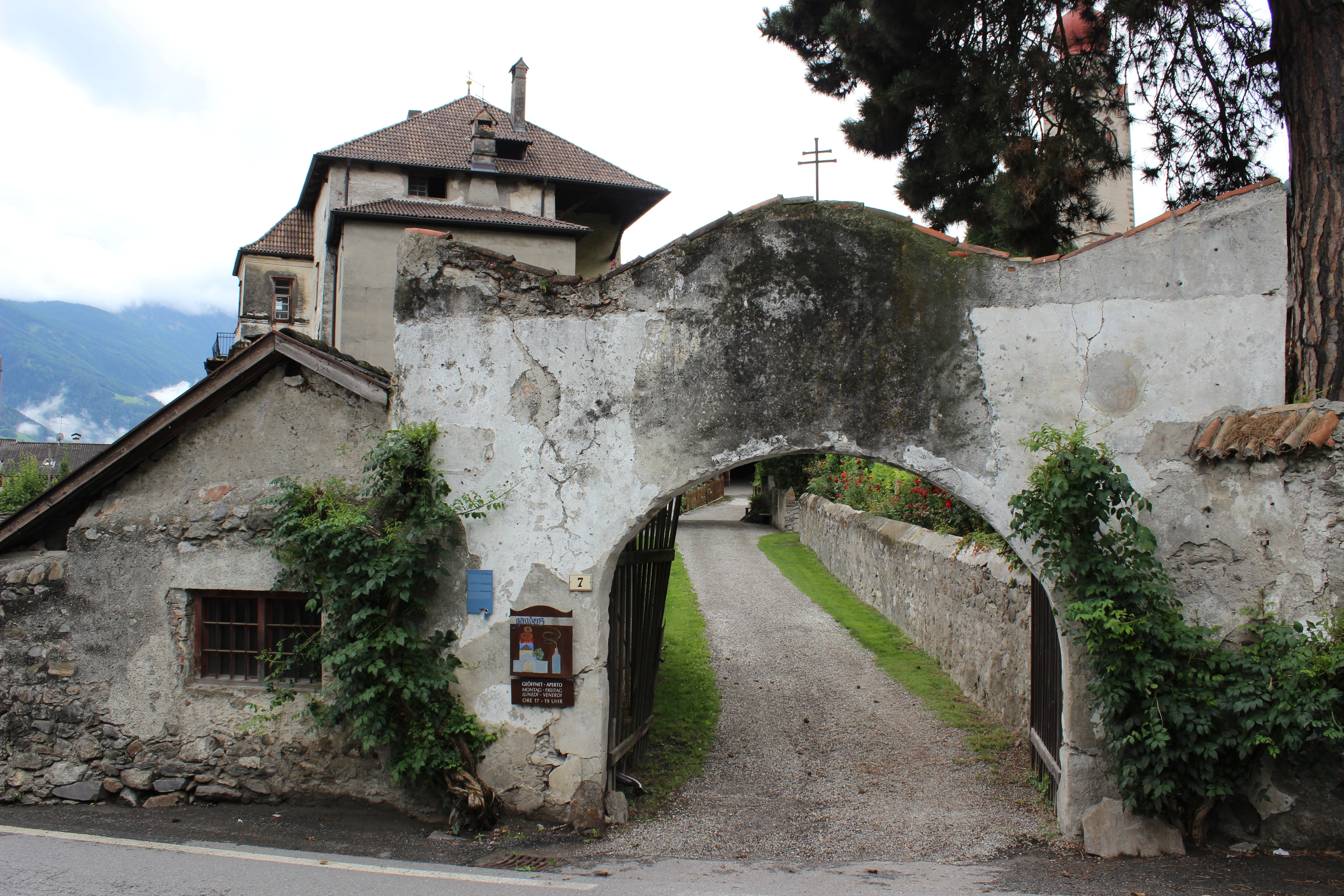
Ansitz Gaudetenthurn in Partschins

### Die Kastelbeller Linie

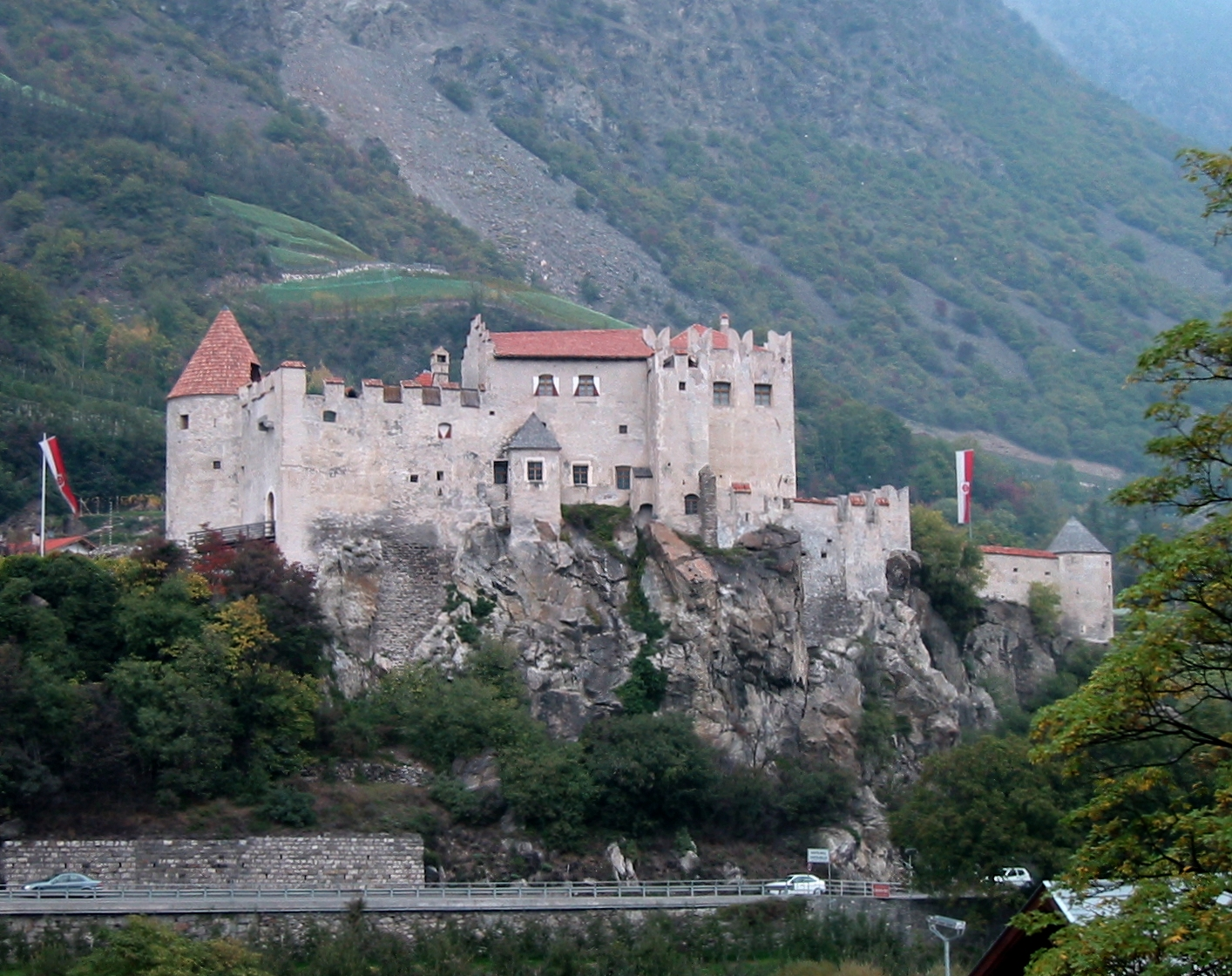
Schloss Kastelbell

- Maximilian Freiherr Hendl-Kastelbell (Sohn von Sigmund (IV.) Hendl)

(* 1580 † 1636)
⚭ Anna Maria Heidenreich von Bideneck

⚭ Brigitta Benigna Trautson von Sprechenstein und Matrei

⚭ Maria Magdalena Unverzagt
Nachkommen:
Sigmund (* 1612)
Ferdinand (Erstmals 1601 und letztmals 1612 urkundlich erwähnt) ⚭ Johanna von Sarnthein
Franz Reimprecht († 1624) Deutschordensritter
Johann Baptist (* 1599 † 1637)
Karl Oswald (* 1600 † 1656) Domherr zu Brixen
Benigna (* 1604) Nonne in Steinach
Maximiliana Benigna (* 1605) ⚭ Georg Dietrich von Wangen zu Ruben
Katharina
Margarethe
Zimburg (* 1607)
- Johann Baptist Freiherr Hendl-Kastelbell (Sohn von Maximilian Freiherr Hendl)

(* 1599 † 1656)
⚭ Anna Elisabeth von Brandis
Nachkommen:
Anton ⚭ Anna Margarethe von Schlandersberg – keine Nachkommen
Maximilian – Deutschordensritter
Wilhelm (* 1629 † 1657)
Johann Jakob (* 1631 † 1696)
Franz
Maria Claudia († 1694) ⚭ Karl Mühlstetter zu Mauren
Maria Barbara († 1659) Nonne in Sonnenburg
- Johann Jakob Freiherr Hendl-Kastelbell (Sohn von Maximilian Freiherr Hendl)

(* 1631 † 1696)
⚭ Maria Franziska Barbara Kurz von Senftenau
Nachkommen:
Johann Jakob Josef
Karl Josef (* 1662 † 1679)
Franz Maximilian (* 1675 † 1733)
Maria Benigna ⚭ Johann Reimprecht (II) Hendl / ⚭ Johann Jakob Fuchs von Fuchsberg zu Lebenberg
Anna (*/†)
Anna Maximiliana – Nonne in Meran
- Franz Maximilian Graf Hendl-Kastelbell (Sohn von Johann Jakob Freiherr Hendl)

(* 1675 † 1733)
⚭ Claudia Justina Trapp zu Matsch
Nachkommen:
Johann Franz Anton (Erstmals 1721 und letztmals 1746 urkundlich erwähnt) Gerichtsherr der Herrschaften Kastelbell und Naudersberg, Kollator der Pfarrkirche Tschars
Maria Theresia († 1752) ⚭ Anton Martin Voglmayr zu Tierburg
Anna Benigna († 1766) ⚭ Johann Karl Fieger zu Friedberg
Josef Jakob Maximilian (* 1713 † 1776)
Johann Baptist (1731 urkundlich erwähnt) Karthäusermönch
Josef Anton (1731 urkundlich erwähnt † 1784) Kapuziner
Johanna Justina ⚭ Leopold von Bergen
Franziska
Maria Anna († 1799) ⚭ Sebastian von Manincor zu Freieck und Ehrenhausen
- Josef Jakob Maximilian Graf Hendl-Kastelbell (Sohn von Franz Maximilian Graf Hendl)

Kreishauptmann im Oberinntal (* 1713 † 1776)
⚭ Johanna Emilia von Buol zu Schauenstein
Nachkommen:
Josef Nikolaus Graf Hendl (* 1749 † 1828)
Josefa Elisabeth (* 1745 † 1798) Nonne in Sonnenburg
Karl Johann (* 1753 † 1809 – gefallen bei Trient) ⚭ Maria Johanna von Engen zu Turnstein / ⚭ Franziska von Lutti
Johannes († 1809)
Johanna (* 1753) ⚭ Johann Meitinger von Engelsheim und St. Valentin
Maria Antonia (* 1759 † 1835) ⚭ Dr. Peter Paul von Staffler
Maximiliana (* 1765 † 11788)
Anton Josef (Erstmals 1761 und letztmals 1809 urkundlich erwähnt) ⚭ Theresa de Levi
Anton
Eleonora
Josef
Emanuel
Maria Anna (* 1780)
- Josef Nikolaus Graf Hendl-Kastelbell (Sohn von Josef Jakob Maximilian Graf Hendl-Kastelbell)

Teilnehmer an der Schlacht am Bergisel (* 1749 † 1828)
⚭ Aloisia von Mamming zu Steinachheim

⚭ Marina von Lutti
Nachkommen:
Ferdinand Josef (* 1796 † 1828)
Theresia Karoline (* 1799) Nonne in Rovereto
Karl Anton (* 1800 † 1883)
Maria Theresia (* 1802)
Josef Reimprecht (* 1802 † 1860) ⚭ Aloisia von Hááder (keine Nachkommen)
Ludwig Leonhard (* 1803 † 1858)
Ursula Maria (* 1807) ⚭ Hannibal Tabaretti de Fatis
Die Linie ist im Mannesstamm erloschen.

### Vererbungen der Jahre 1720 (Goldrain) und 1743 (Kastelbell)
Nach dem Tod des Grafen Johann Josef Hendl-Goldrain wurde wegen des Erbfalles und der damit verbundenen Güterteilung eine Inventurliste erstellt. Seine beiden Söhne und seine Witwe sollten je ein Drittel der Erbmasse erhalten. Das Inventar des damals schon nicht mehr bewohnten Schloss Goldrain bestand nur noch aus kläglichen Resten im Wert von 17,5 Gulden – nicht besser sah es auf Burg Juval aus. Im Ansitz Hammersbach in Eppan waren jedoch noch Werte vorhanden. Die Liegenschaften wurden wie folgt taxiert:
- Ansitz Schlandersburg: 6400 Gulden
- weitere Liegenschaften in Schlanders: 6366 Gulden
- Schloss Goldrain mit den dazugehörigen Gütern: 6000 Gulden
- der Mairhof zu Schanzen: 10.000 Gulden
- sonstige Höfe und Liegenschaften: 33.025 Gulden
- Liegenschaften in Eppan und im Gericht Altenburg: 19.723,5 Gulden
- Liegenschaften in Tschengls und Martell: 1207 Gulden
- Burg Juval (als Lehensgut): 7000 Gulden
- Burg Rotund (als Lehensgut): 2400 Gulden
- weitere Güter und Zehenten: 10.901,5 Gulden
- Grundzinsen: 12.005 Gulden
- ausstehende Forderungen: 47.662,5 Gulden
- vorhanden waren somit 142.700 Gulden, denen Passiva in Höhe von 88.230 Gulden gegenüberstanden.

Bei der Linie Hendl-Kastelbell wurde von Franz Maximilian 1743 an seine Söhne Johann Franz Anton und Josef Jakob Maximilian die Erbschaft wie folgt geregelt:
- die Herrschaft Kastelbell mit 20.000 Gulden veranschlagt, sowie weitere Güter im Wert von 4025 Gulden gingen an Johann Franz Anton
- die Herrschaft Nauders mit 9000 Gulden veranschlagt, das Liechtensteinische Haus in Glurns im Wert von 1800 Gulden und weitere Güter im Wert von 20.948 Gulden gingen an Josef Jakob Maximilian. Ein Ausgleich von 1551 Gulden sollte von ihm an Johann Franz Anton gezahlt werden. Es standen 29.486,5 Gulden Schulden zu Buche, woraus sich ein verbleibende Erbmasse von 15.512 Gulden ergibt.[26]

Hieraus ist ersichtlich, dass die Linie Goldrain da finanziell etwas besser gestellt war.

### Der Ramprecht’sche Zweig
- Remprecht Freiherr Hendl (Sohn von Sigmund Hendl zu Goldrain (III.))

Herr zu Tschars (Erstmals 1555 und letztmals 1569 urkundlich erwähnt)
⚭ Lucia von Schlandersberg

⚭ Felizitas Botsch von Zwingenberg zu Auer

⚭ Sidonia von Boimont
Nachkommen:
Hans (III.)
Magdalena ⚭ Michael von Cles
Sigmund (V.) (Erstmals 1563 und letztmals 1583 urkundlich erwähnt) ⚭ Rosina von Montani
Walter (* 1563 † 1583) Im Kriegsdienst gefallen
Franz (Erstmals 1596 urkundlich erwähnt) Im Kriegsdienst gefallen
Wolfgang – Im Kriegsdienst gefallen
- Hans Freiherr Hendl (III.) (Sohn von Remprecht Freiherr Hendl)

Erstmals 1563 und letztmals 1611 urkundlich erwähnt
⚭ Katharina von Montani

⚭ Katharina Fieger von Hirschberg

⚭ Katharina Payer von Cladiff

⚭ Barbara von Brandis
Nachkommen:
Georg Reimprecht (* 1586 † 1638) Deutschordenskomtur zu Laibach und Möttling
Maria Euphemia (*/† 1587)
Maria Elisabeth (*/† 1589)
Kaspar Freiherr Hendl (Erstmals 1615 und letztmals 1655 urkundlich erwähnt)
Dorothea ⚭ Erasmus von Adrian / ⚭ Paul Indermaur von Strelburg
Sigmund (* 1606 † 1646) Kapuziner
- Kaspar Freiherr Hendl (Sohn von Hans Freiherr Hendl (III.))

Landsknechtführer (Erstmals 1615 und letztmals 1655 urkundlich erwähnt)
⚭ Braxedis von Völs zu Prösels

⚭ Maria Barbara Fuchs von Fuchsberg zu Lebenberg
Nachkommen:
Franz Anton (ohne Nachkommen)
Johann Kaspar (ohne Nachkommen)
Maria Ursula († 1664) ⚭ Franz Fuchs von Fuchsberg zu Lebenberg
Maria Anna († 1731) ⚭ Franz von Heudorf – Erbe der Burg Reichenberg
Barbara Katharina ⚭ Franz Ernst Fuchs von Fuchsberg zu Lebenberg und Jaufenburg
Im Mannesstamm erloschen.

### Der Franz’sche Zweig
- Franz Hendl zu Goldrain (Sohn von Sigmund Hendl (III.))

Herr zu Schlanders (* 1557 † 1591)
⚭ Maria Botsch von Zwingenberg zu Auer
Nachkommen:
Anna ⚭ Christof Sigmund Hendl → Goldrainer Linie
Sibilla († 1598) ⚭ Jakob Andrä von Brandis, Landeshauptmann von Tirol
Katharina († 1600) ⚭ Lukas Römer von Maretsch
Ulrich Freiherr Hendl (Erstmals 1589 und letztmals 1635 urkundlich erwähnt)
Gaudenz – Chorherr zu Innichen
Johann, Reimprecht, Ferdinand, Margarethe, Christina, Dorothea, Maria, Braxedis (*/†)
- Ulrich Freiherr Hendl zu Goldrain (Sohn von Franz Hendl zu Goldrain)

Vollender von Schloss Goldrain (Erstmals 1589 und letztmals 1635 urkundlich erwähnt)
⚭ Margarethe von Thun
Nachkommen:
Johann Reimprecht (1614 urkundlich erwähnt)
Johann Cypran (* 1614 † 1647)
Johann Oswald (* 1614 † 1649) Deutschordensritter
Franz Sigmund (Erstmals 1614 und letztmals 1618 urkundlich erwähnt)
Maria Katharina ⚭ Konrad Theodor von Wolkenstein zu Trostburg
Johann Reimprecht (* 1612 † 1673) Domherr zu Brixen
- Johann Cypran Graf Hendl zu Goldrain (Sohn von Ulrich Freiherr Hendl zu Goldrain)

Viertelhauptmann der Unteren Etsch (* 1614 † 1647 in Bormio)
⚭ Maria Margarethe Küngl von Ehrenburg
Nachkommen:
Johann Ulrich (*/†)
Maria Barbara († 1681) ⚭ Johann Kaspar Hendl
Anna Franziska ⚭ Sigmund Graf Hendl (VII.) / ⚭ Karl Trapp zu Matsch
Im Mannesstamm erloschen.

## Wappen
Das Stammwappen der Hendl zeigt ein rotes Kamprad mit acht Kampen außen herum auf silbernem Grund, dessen Speichen ein Kreuz darstellen. Für die Verdienste von Sigmund als kaiserlichem Hauptmann in den Kämpfen in Oberitalien und von Franz als Hauptmann der Fußknechte im Schmalkaldischen Krieg wurde mit einem Diplom von Kaiser Ferdinand I. der Familie eine Wappenvermehrung zugestanden. Von nun an war das Wappen geviertelt, zwei Felder zeigten das Kamprad, die beiden anderen Felder zeigten das Wappen der ausgestorbenen Familie Reichenberg, deren Burg 1559 von den Hendl erworben worden war.
Die im Zuge der Erhebung in den Grafenstand hinzugekommenen roten Löwen dürften auf den zeitweiligen Besitz von Schloss Maretsch zurückzuführen sein. Die im 16. Jahrhundert ausgestorbenen Ministerialen von Maretsch führten diese roten Löwen im Wappen.

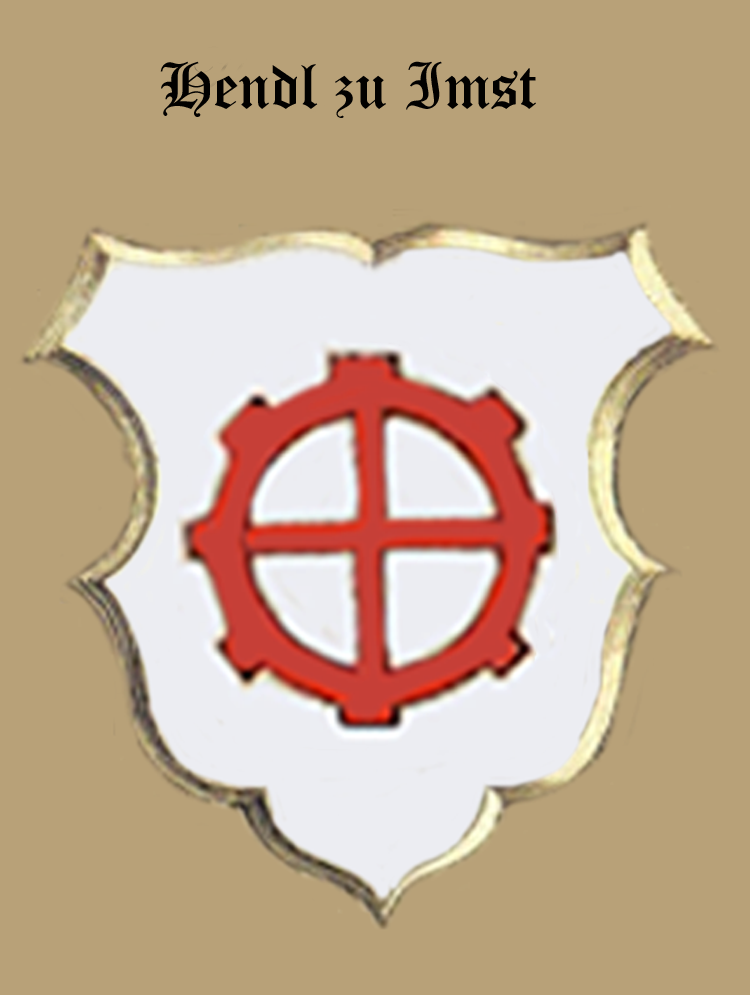
Das Stammwappen der Burgmannen
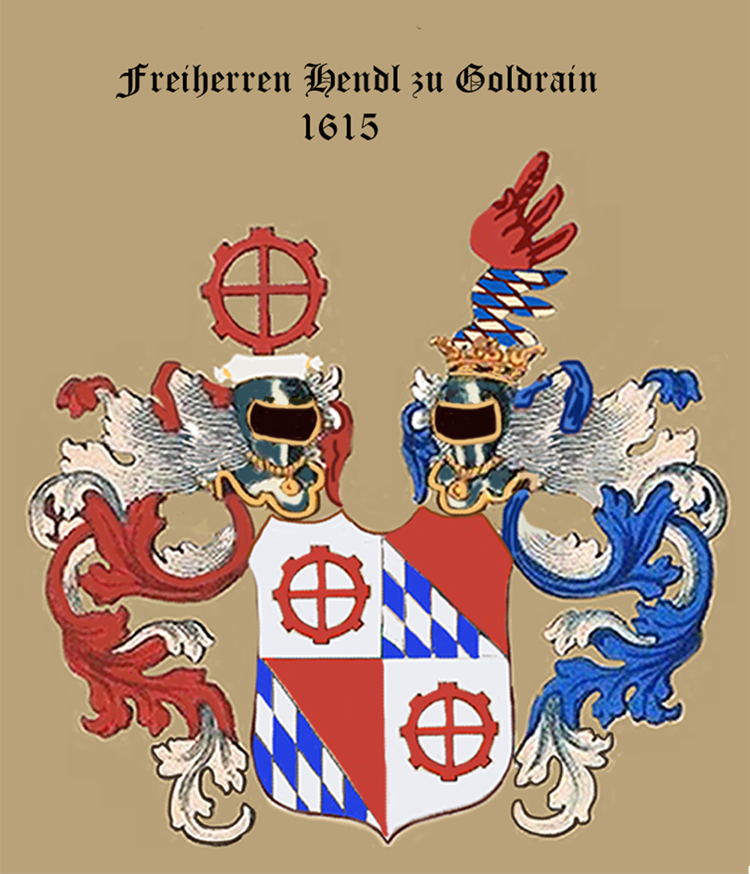
Freiherrliches Wappen
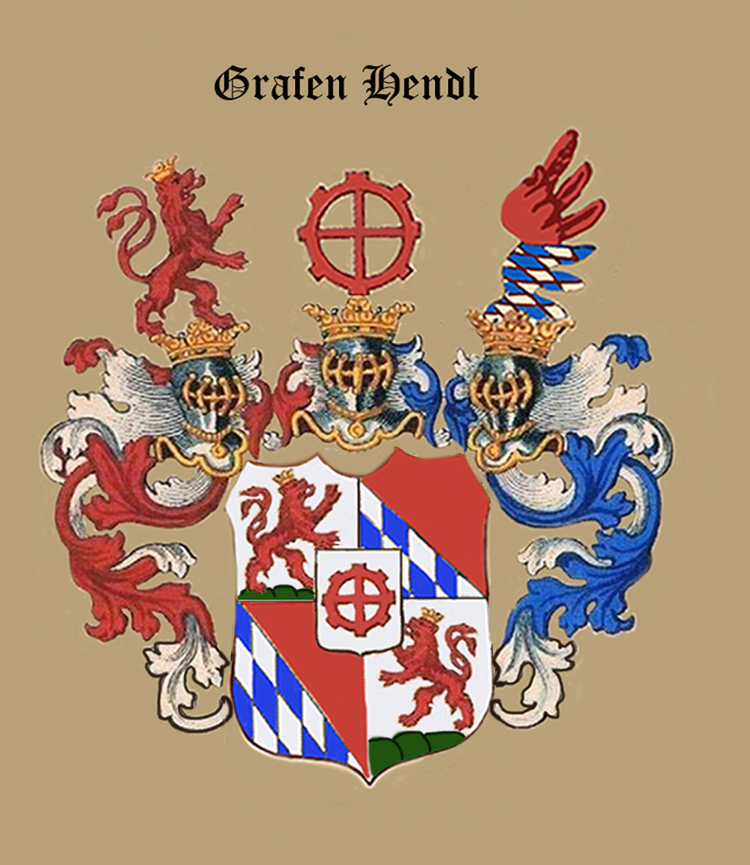
Gräfliches Wappen
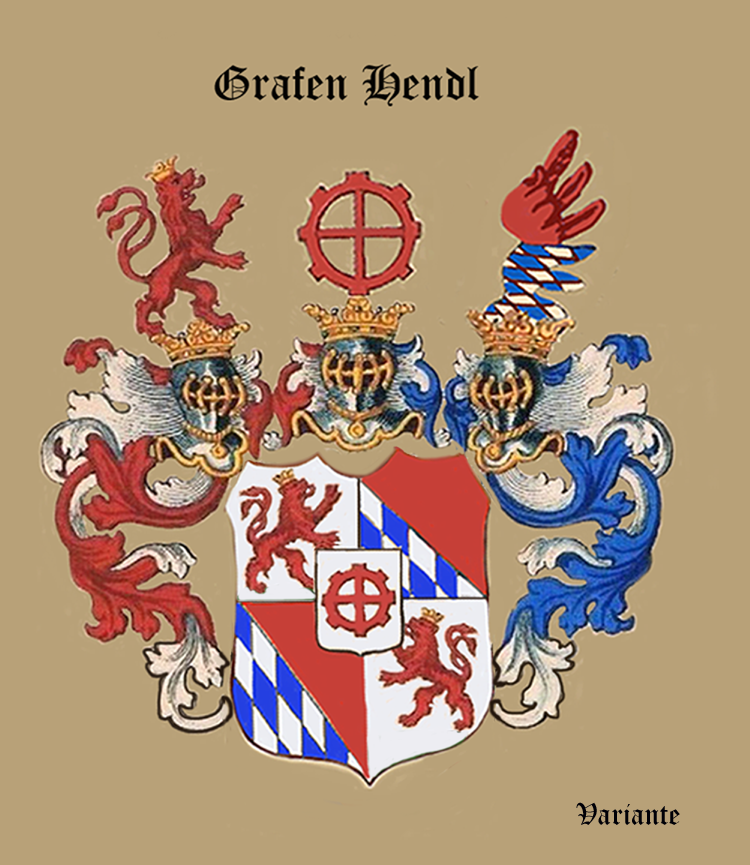
Gräfliches Wappen (Variante)
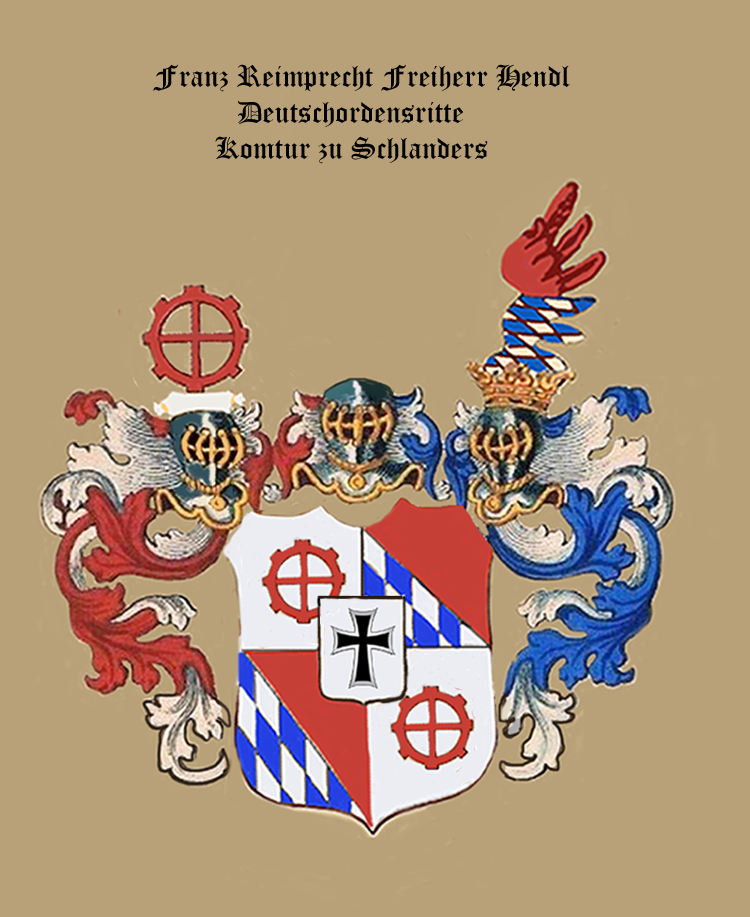
Franz Reimprecht’sches Wappen
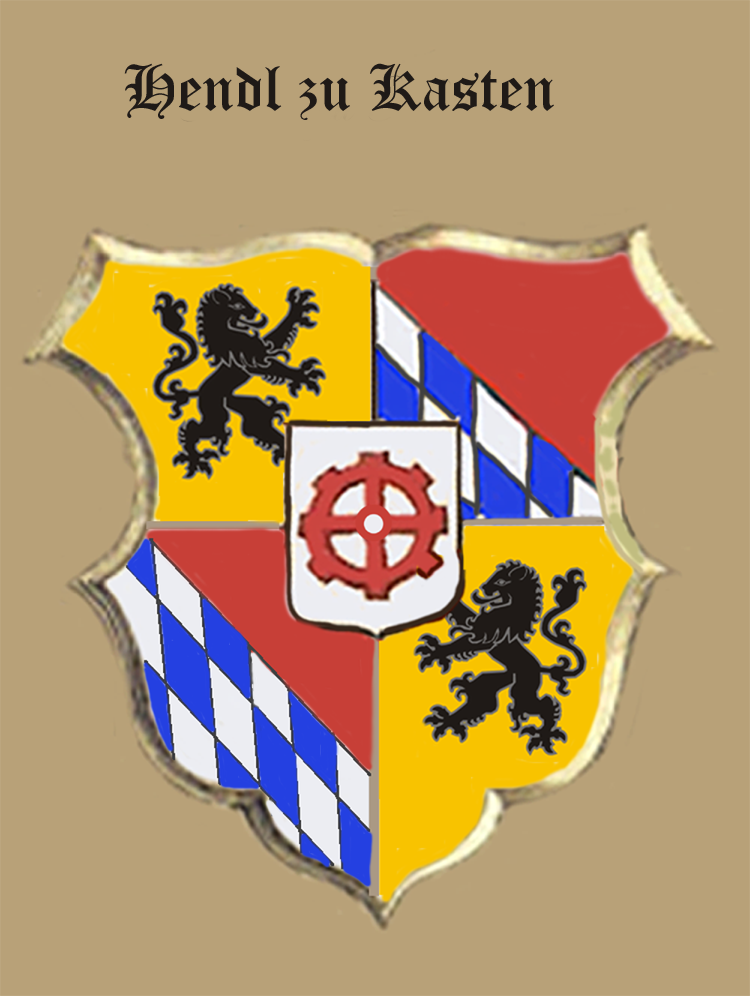
Wappen der Louise Gräfin von Hendl zu Kasten († 1. August 1886)
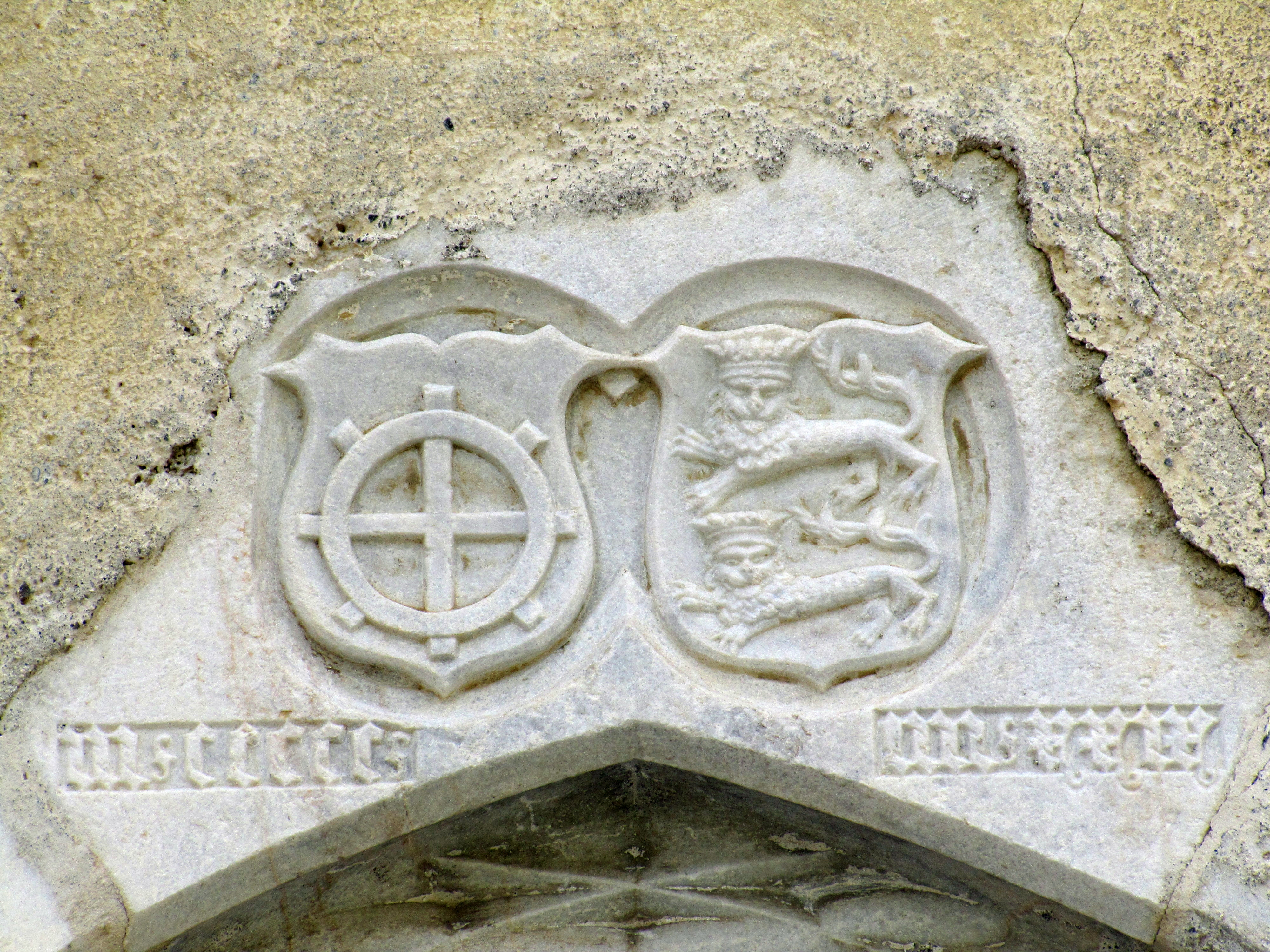
Allianzwappen des Sigmund Hendl (III.) und der Dorothea von Ramschwag